# Джефрі Емгерст, 1-ий барон Емгерст
Фельдмаршал Джефрі Емгерст, 1-й барон Емгерст (англ. Jeffery Amherst, 1st Baron Amherst; 29 січня 1717 — 3 серпня 1797) — офіцер британської армії та головнокомандувач британською армією. Емгерста вважають архітектором успішної британської кампанії із завоювання території Нової Франції під час Семирічної війни.

## Життєпис

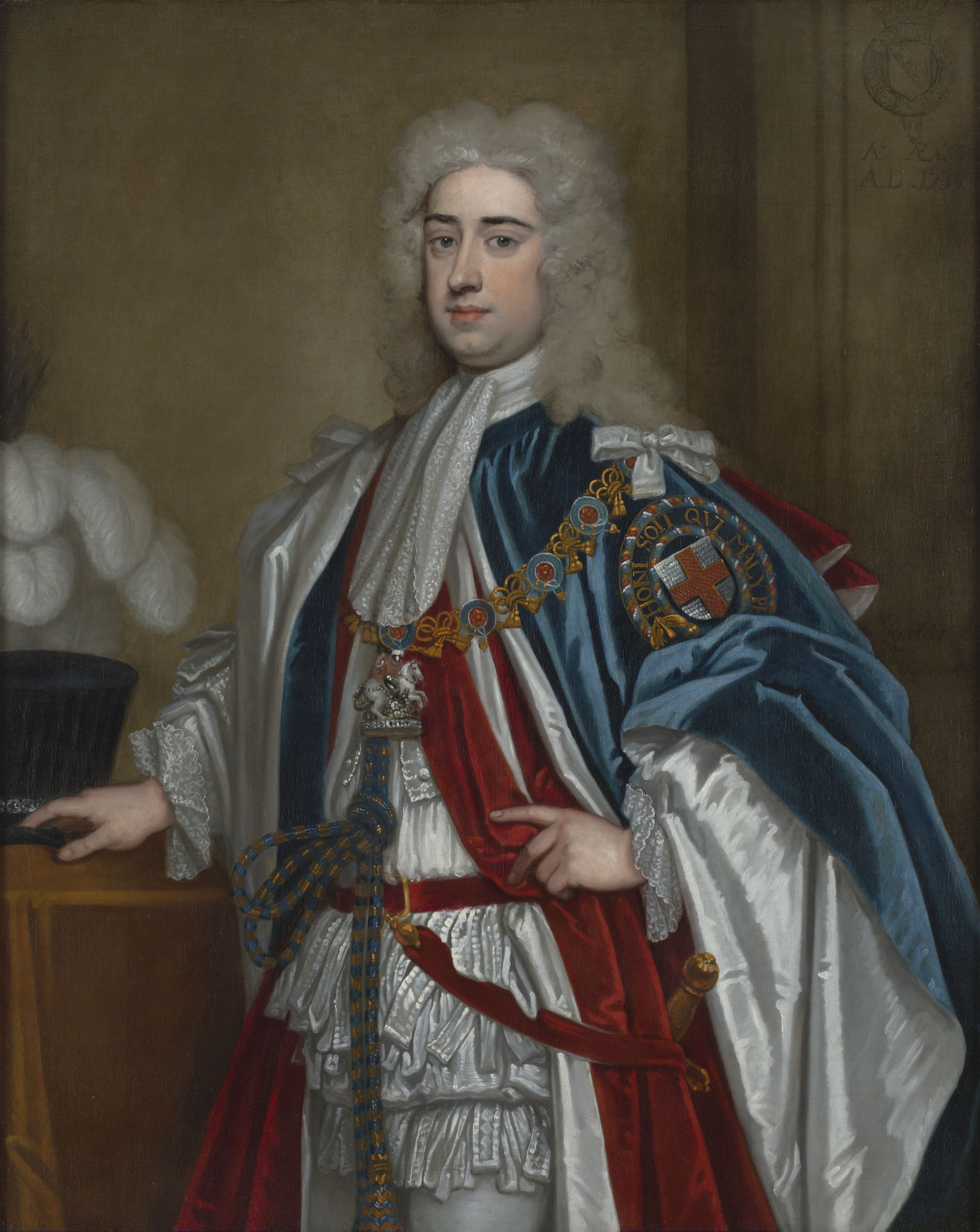
Лайонел Секвіл, 1-ий герцог Дорсетський. Портрет, написаний Годфрі Кнеллером

### Ранні роки
Джефрі Емгерст народився 29 січня 1717 року в селищі Рівергед біля містечка Севенокс в англійському графстві Кент. Він був другим сином в заможній родині Джефрі Емгерста та його дружини Елізабет Керіл Емгерст. Його батько був баристером — адвокатом вищого рангу.
Незадовго до свого дванадцятиріччя Джефрі став пажем у Лайонела Секвіла, герцога Дорсетського та лорд-лейтенанта Ірландії, що жив у дворянській садибі Ноул-хаус неподалік від Рівергеду, де мешкали Емгерсти. Така служба вважалась соціальним та освітнім привілеєм. Разом із Секвілом Емгерст відвідував Ірландію. За сприяння Секвіла у віці 18-ти років 10 липня 1735 року Джефрі потрапив на службу до Першого полку гвардійської піхоти, де він був прапороносцем. В мирний час Перший полк гвардійської піхоти зазвичай розквартировувався у Лондоні, і його основним завданням було служити королівській сім'ї. У воєнний час полк посилали в місця бойових дій. Під час перших років служби Емгерста, полк розташовувався у Лондоні та у Віндзорі, займаючись охороною королівської родини. В 1738 році Емгерст був підвищений до звання лейтенанта.

### Війна за австрійську спадщину та друге якобітське повстання
В 1740 році спалахнула війна за австрійську спадщину через порушення Прагматичної санкції — ухваленого імператором Священної Римської імперії Карлом VI закону про спадкування престолу, який встановив неподільність усіх спадкових земель Габсбургів. Після смерті Карла VI в 1740 році на австрійські землі Габсбургів, які за Прагматичною санкцією мала успадкувати дочка Карла Марія-Терезія, заявили права кілька європейських держав: Пруссія вимагала Нижню Сілезію, виставивши війська на кордоні. Франція, Саксонія, Сардинія та Річ Посполита також виставили війська, сподіваючись на розділ австрійських земель. Британія, як гарант Прагматичної санкції, надала допомогу Марії-Терезії, пославши у 1741 році війська у кількості 16000 чоловіків до Фландрії. Серед розгорнутих у Фландрії британських військ був полк, в якому служив Емгерст, якого призначили ад'ютантом генерала Джона Лігоне. Протягом кількох місяців у Фландрії британські війська чекали на війська своїх союзників — Нідерландів. Бойові дії розпочались в 1743 році: ад'ютантом Джона Лігоне Емгерст брав участь у Деттінгенській битві з французькими військами (27 червня 1743 року) — остання битва, в якій британській монарх брав особисту участь, та битві при Фонтенуа (11 травня 1745 року), в якій британці зазнали поразки.
Під час перебування у Фландрії Емгерст не тільки набув корисного військового досвіду, але й встановив дружні стосунки з кількома важливими представниками британської еліти — Джорджем Таунсендом, сином віконта і майбутнім британським фельдмаршалом, Вільямом Гау, сином віконта та майбутнім головнокомандувачем британською армією в Америці, Джорджем Кеппелем, сином графа Олбемарля та майбутнім генералом, та Джеймсом Вольфом, сином відомого генерал-лейтенанта Едварда Вольфа та майбутнім генералом.
В кінці вересня 1745 року Емгерст разом із Джоном Лігоне повертається до Британії, щоб взяти участь у придушенні сином короля Георга ІІ, Вільямом Августом, герцогом Камберлендським, другого якобітського повстання — спроби династії Стюартів повернути собі британську корону. Спочатку Емгерст разом із своїм підрозділом залишався в Лондоні, а в кінці листопада 1745 року він висунувся до регіону Мідлендз в центральній частині Англії, щоб запобігти атаці якобінців на Уельс. Емгерст залишався в графстві Стаффордшир в центральній Англії до грудня 1745 року, коли він із Лігоне повернувся до Лондона. 25 грудня 1745 року Емгерста підвищили до звання підполковника.

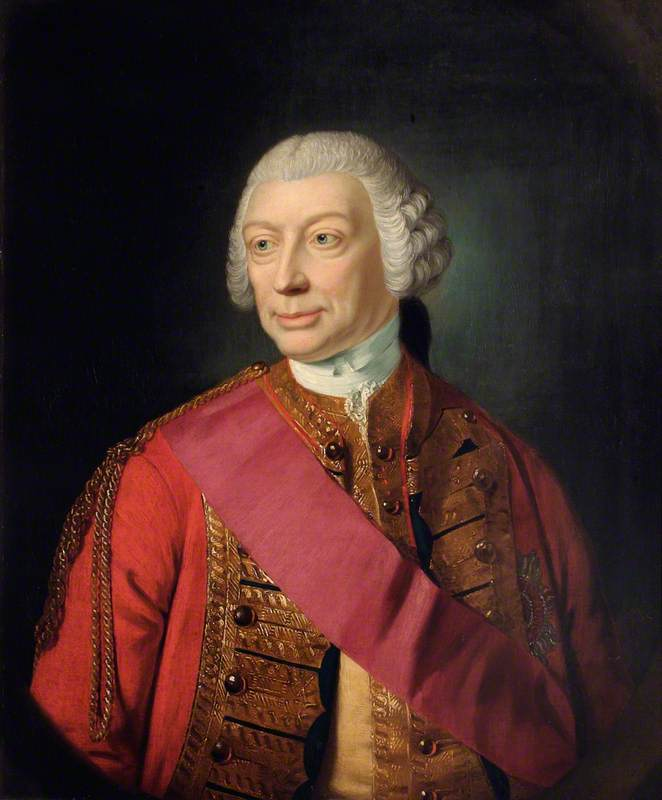
Джон Лігоне

В червні 1746 року Емгерст супроводжував Джона Лігоне до Нідерландів, щоб продовжити участь у війні за австрійську спадщину, в ході якої він взяв участь у битві при Рокурі (11 жовтня 1746 року) та в битві при Лауфельді (2 липня 1747 року), в яких британці зазнали поразки.

### Служба в Англії (1747—1756)

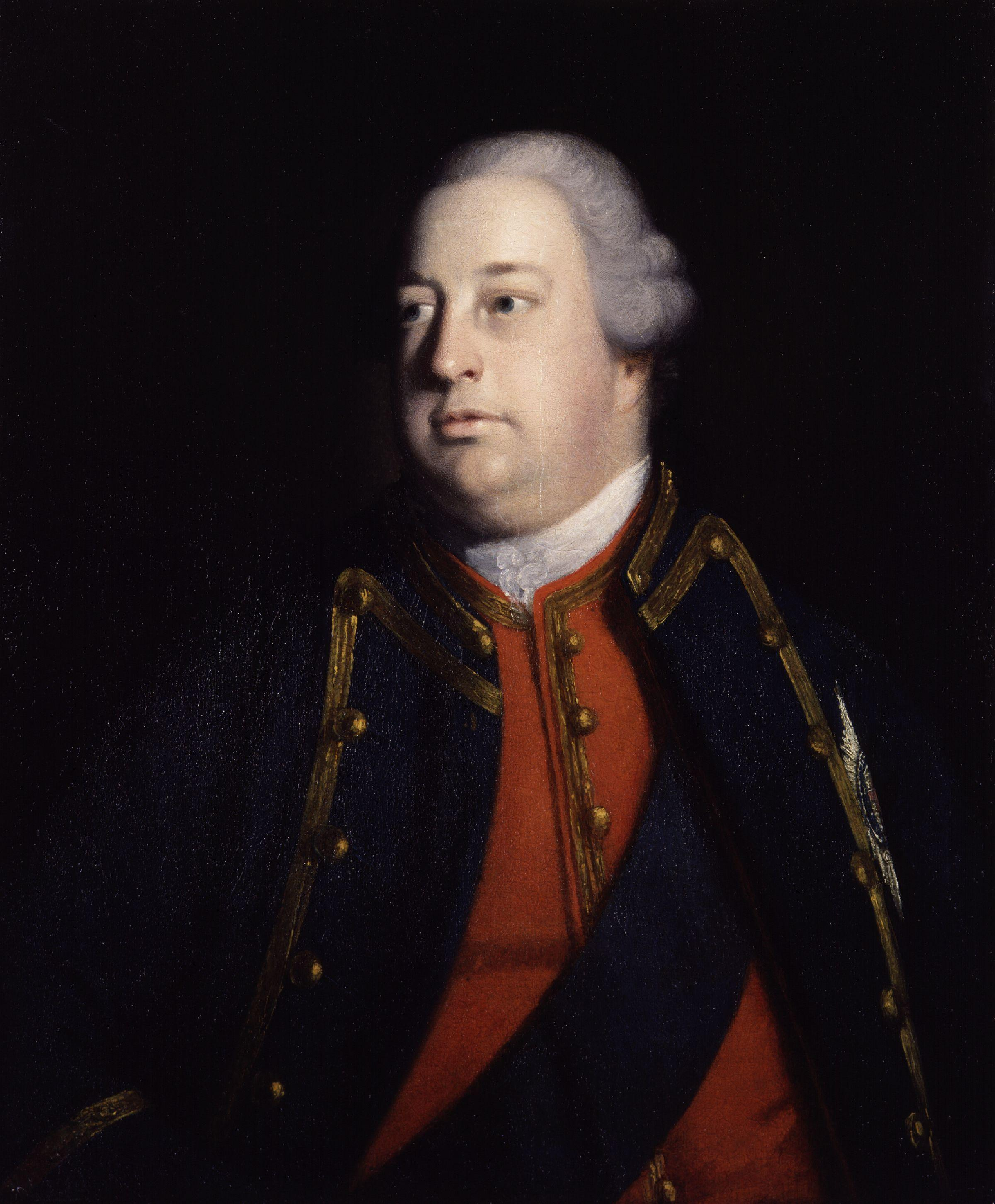
Вільям Август, герцог Камберлендський. Портрет, написаний Джошуа Рейнольдсом.

В 1747 році Емгерст став ад'ютантом Вільяма Августа, герцога Камберлендського та повернувся до Британії через півроку після битви при Лауфельді. Після повернення, Емгерст разом із своїм підрозділом, який займався охороною королівського палацу, протягом кількох років залишався в Лондоні, де вів доволі активне світське життя. Зокрема, він дружив із Джозефом Йорком, сином тодішнього лорд-канцлера Філіпа Йорка, графа Гардвіка, і відтак, бував у Йорків. В Лондоні він також відвідував родину Лайонела Секвіла, герцога Дорсетського, коли Секвіли приїздили до Лондона. Коли герцог Камберлендський перебував у Лондоні, Емгерст, як його ад'ютант, мав жити у резиденції герцога Камберленд-лодж у Великому Віндзорському парку.
3 травня 1753 року Емгерст одружився зі своєю подругою дитинства та кузиною Джейн Дейлісон. Спочатку вони разом жили в Лондоні, однак, скоро його дружина повернулась до Кенту, щоб наглядати за сімейним домом Емгерстів в Рівергеді. Полк Емгерста переводили з одного місця до іншого.

### Семирічна війна

#### Німеччина
На початку 1750-х років між Британією та Францією виникли суперечки через контроль територій в Північній Америці, які вилились у Семирічну війну. В 1749 році французькі війська з Нової Франції зайняли території долини ріки Огайо, де проживали ірокези, які за умовами утрехтського миру 1713 року вважались підданими Британії. З точки зору Британії, території, де проживали ірокези, зокрема долина ріки Огайо, були британськими територіями. Впродовж наступних років французькі війська будували фортифікаційні споруди та встановлювали гарнізони на зайнятій ними території. В 1754 році між Британією та Францією почались збройні сутички в Північній Америці. Врешті, в травні 1756 року Британія оголосила війну Франції.
Британський король Георг ІІ з Ганноверської династії був занепокоєний тим, що Франція могла окупувати його володіння в континентальній Європі, а саме — курфюрство Ганновер. Британія найняла 8000 гессенців для захисту володінь британського короля в Європі. У лютому 1756 року Джефрі Емгерста послали до Німеччини очолити гессенців. Це призначення означало виконання, головним чином, адміністративних функцій. Спочатку Емгерст розквартирувався у гессенському містечку Кассель (зараз — Німеччина), однак незабаром після прибуття до Касселю, Емгерст отримав наказ повертатись до Британії разом із частиною гессенців. Емгерст зайнявся організацією збирання та транспортування гессенців до Британії. В квітні 1756 року він перемістився до Ганновера, а звідти — до міста Штаде, де чекав на перевезення до Британії через Північне море. 15 травня 1756 року Емгерст разом із гессенцями прибув до Британії.
22 травня 1756 року Емгерста підвищили у званні до полковника, і він очолив 15-ий піхотний полк. Влітку 1756 року Емгерст разом із своїм полком перебував у таборі в місті Бландфорд. Звідти Емгерст писав дружині, що купив книгу з алгебри, щоб покращити своє розуміння інженерної та артилерійської практики.

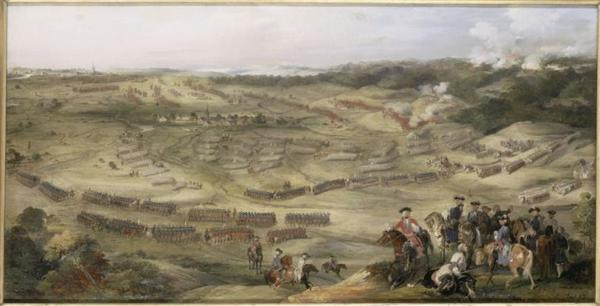
Битва при Хастенбеку. Картина Луї-Едуарда Ріуля.

На початку 1757 року Емгерста знову посилають до Німеччини, щоб боронити курфюрство Ганновер від французького вторгнення. В березні 1757 року Емгерст прибув до Касселю, а в травні 1757 він вже був у Штаде, де наглядав за висадкою гессенців, що прибували з Британії. Після успішної висадки гессенців, Емгерст поїхав у слід за ними до міста Гамельн, де його вже чекав Вільям Август, герцог Камберлендський. В липні 1757 року Емгерст зі своїм полком брав участь у битві при Хастенбеку, в якій британці з гессенцями та пруссаками зазнали поразки. У вересні 1757 року герцог Камберлендський підписав Клостерцефенську конвенцію, за якою, зокрема, гессенські війська мали бути відправлені додому, та відбув до Британії. Емгерст залишився в Німеччині, щоб здійснювати організацію та нагляд за поверненням гессенських військ до Гессену. Однак, вже скоро стало відомо, що король Георг ІІ був невдоволений конвенцією, яку підписав його син герцог Камберлендський, і не збирався виконувати її умови. Війська німецьких курфюрств, до яких входили і гессенські війська, очолив прусський принц Фердинанд Брауншвейг-Вольфенбюттельський, і Емгерст продовжував служити під командуванням принца.
В січні 1758 року Емгерст отримав з Британії наказ повертатись з континентальної Європи. 25 лютого 1758 року Емгерст прибув до Британії.

#### Франко-індіанська війна

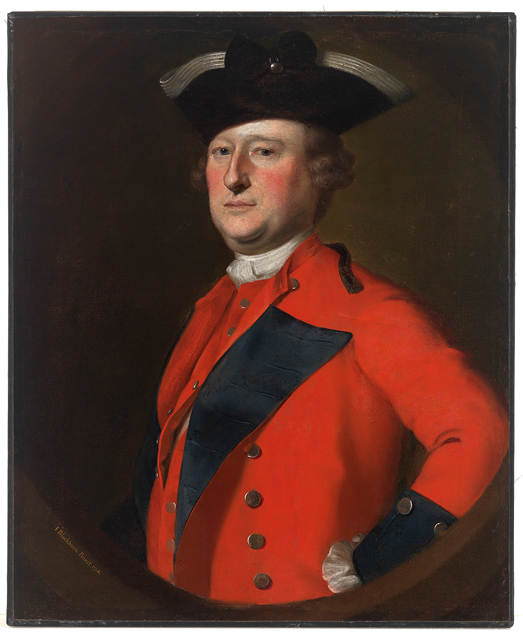
Джефрі Емгерст. Портрет, написаний Джозефом Блекберном в 1758 році. Художній музей Міда, Емгерст, Массачусетс.

3 березня 1758 року Емгерст отримав листа від тодішнього лідера Палати громад Вільяма Пітта. В листі повідомлялось, що Емгерст був підвищений у званні до генерал-майора в Америці, і що він призначався головнокомандувачем облогою Луїсбурзької фортеці на острові Кейп-Бретон в Новій Скотії. Облога Луїсбурзької фортерці була частиною плана Вільяма Пітта з повернення Британією контролю над територією долини ріки Огайо: успішна атака на фортецю мала відкрити британцям доступ до Квебеку. Король Георг ІІ вагався щодо призначення Емгерста на це відповідальне завдання, однак, завдяки заступництву з боку могутніх друзів Емгерста — Джона Лігоне та Філіпа Йорка, графа Гардвіка, монарх погодився. На допомогу Емгерсту були призначені три підпорядковані йому бригадних генерала: Джеймс Вольф, Едвард Вітмор та Чарльз Лоуренс. Морську частину операції доручили адміралу Едварду Боскауену. Перед тим, як відбути до Північної Америки, Емгерст уточняв, якими мають бути відносини між ним та Боскауеном, на що отримав відповідь, що він є цілком незалежним від Боскауена. 16 березня 1758 року Емгерст відплив з Британії та в травні 1758 року прибув до Галіфакської гавані у Новій Скотії.

##### Облога Луїсбурзької фортеці

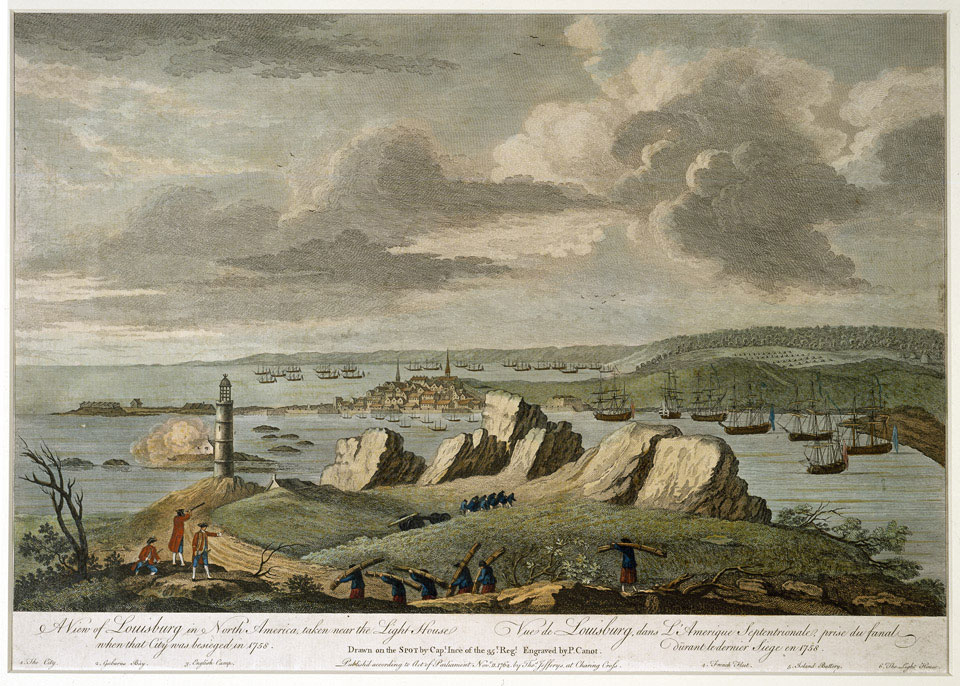
Вид на Луїсбург під час облоги 1758 року

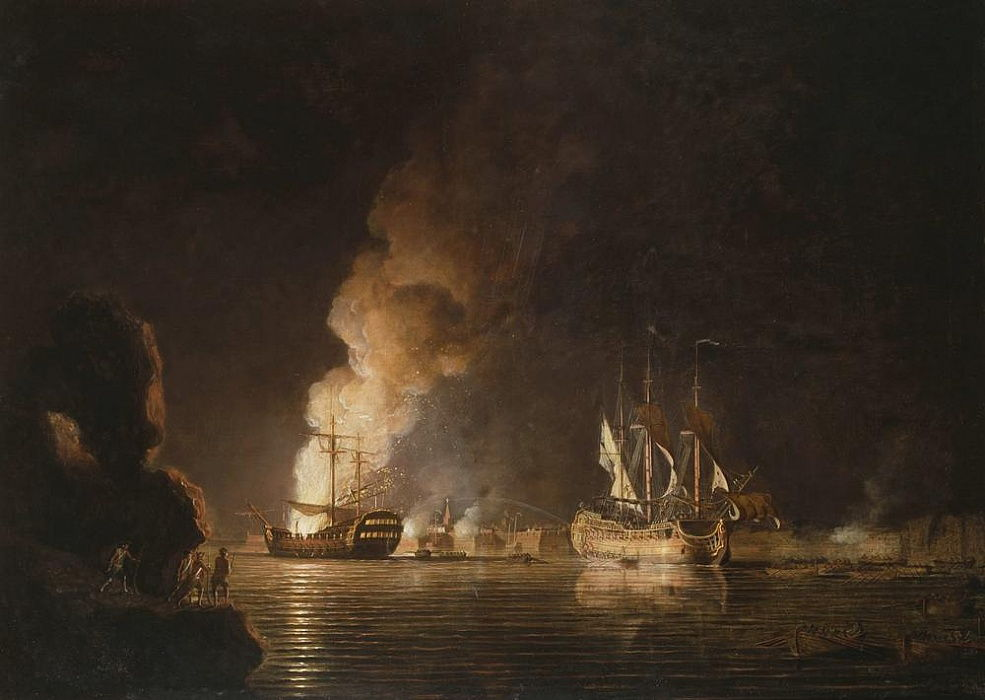
Підпал французького корабля «Прудент» і захоплення «Б'єнфазанта» під час облоги Луїсбурга в 1758 році. Картина Річарда Пейтона.

В червні 1758 року армія та флот відпливли у напрямку до Луїсбурзької фортеці. Першим біля фортеці висадився Джеймс Вольф зі своїми підрозділами, викликавши на себе вогонь французьких військ, що були в окопах по периметру берегової лінії. У своєму щоденнику Емгерст високо оцінив якість французьких окопів, та те, як французькі війська діяли при наближені британців: «Ворог діяв дуже мудро, не здійснив жодного пострілу, доки всі човни не були в бухті, а потім почав перехресний вогонь з однієї 24-фунтової гармати та з чотирьох 6-фунтових гармат, і піхота також відкрила вогонь, який накрив всю затоку, і вони були прикриті окопами з підвищеними брустверами, облаштування яких, мабуть, забрало багато часу і, мабуть, здійснювалось минулого, а також цього року.» Едвард Вітмор та Чарльз Лоуренс висадились вслід за Вольфом. Французькі війська відступили до фортеці, залишивши озброєння. Джеймс Вольф почав переслідувати французькі війська, але зупинився, коли з фортеці пролунала канонада. В процесі висадки на берег втрати британських військ склали біля 100 чоловік вбитими та пораненими. В той же час французькі війська втратили кілька людей, а 70 солдатів потрапили в полон до британців.
В наступні дні британські війська розташовували табір біля Луїсбурзької фортеці, перевозили гармати з кораблів та готувались до її облоги. Під час облоги британські війська намагались знищити французькі кораблі, врешті, французи потопили 4 з 9 своїх кораблів, щоб заблокувати британський флот. Однак, адмірал Боскауен запевнив Емгерста, що це не стане перешкодою для британського флоту, оскільки глибина води в гавані все ще дозволяла британському флоту пересуватись. На березі за замислом Емгерста будувалась «канонадна дуга», яка мала поступово стискатись навколо фортеці. 21 липня 1758 британці почали знищувати залишки французького флоту в гавані, а 26 липня фортеця капітулювала. За умовами капітуляції, висунутими Емгерстом, залишки французького гарнізону в фортеці ставали військовополоненими, та їх мали відправити до Британії.
В Лондоні новини про взяття фортеці зустріли з великим ентузіазмом: був влаштований військовий парад, на якому демонстрували французькі штандарти з Луїсбурзької фортеці, а в Сент-Джеймському парку відкрили урочистий вогонь. Король Георг ІІ наказав нагородити тих, хто привіз новини про взяття Луїсбурга, (серед яких був молодший брат Емгерста Вільям) 500-ма фунтами. В Америці також святкували перемогу Емгерста: в Бостоні на честь перемоги запалили багаття на Форт-Хіл, в Ньюпорті запустили феєрверки, у Філадельфії відкрили урочистий вогонь, а в Нью-Йорку влаштували великий урочистий банкет, на якому кожен тост супроводжувався вистрілом з гармати, що розташовувалась у фортеці Форт-Джордж.

##### Між двома кампаніями (1758—1759)

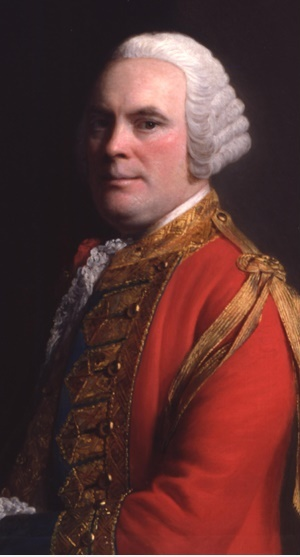
Джеймс Аберкромбі. Портрет, написаний Алланом Ремзі.

Після взяття Луїcбурзької фортеці, Емгерст залишався у фортеці та обмірковував вторгнення до французького Квебеку. Він писав Вільяму Пітту: «Якщо я зможу піти на Квебек, я піду».Адмірал Едвард Боскауен вважав, що вторгнення до Квебеку на той час було неможливим. За задумом Вільяма Пітта, взяття Луїсбурзької фортеці було лише прелюдією атаки на французький Квебек. Генералу Джеймсу Аберкромбі, головнокомандувачу британських військ в Америці, було наказано вторгнутись до Канади через озера на північ від Нью-Йорку. Подальші дії Емгерста залежали від успіху місії Аберкромбі. 31 липня 1758 року до Емгерста дійшли перші новини про поразку Аберкромбі. 1 серпня 1758 він записав у своєму щоденнику: «я піднявся на борт, щоб обговорити з Адміралом вчорашні абсолютно не підтверджені новини про невдалу атаку Аберкромбі; боюся, що це правда». Однак, вже незабаром Емгерст отримав новини про приголомшливу поразку Аберкромбі: біля тисячі британських солдат було вбито при спробі Аберкромбі прямо атакувати французьку фортецю Карійон.
Емгерсту стало зрозуміло, що атака на Квебек на той час була неможливою, і почав виконувати альтернативні інструкції — знищити французькі поселення вздовж канадського узбережжя. Зокрема, він направив військові загони до поселення, яке зараз є містом Сідні в Новій Скотії, та до Острова принца Едварда із завданням привезти з французьких поселень всіх чоловіків, здатних тримати зброю. На острові Принца Едварда британці зібрали стільки місцевих жителів, скільки змогли, та відправили їх до Франції. В деяких поселеннях були знайдені німці, і Емгерст наказав їх не чіпати або відсилати до Луненбургу в Новій Скотії.

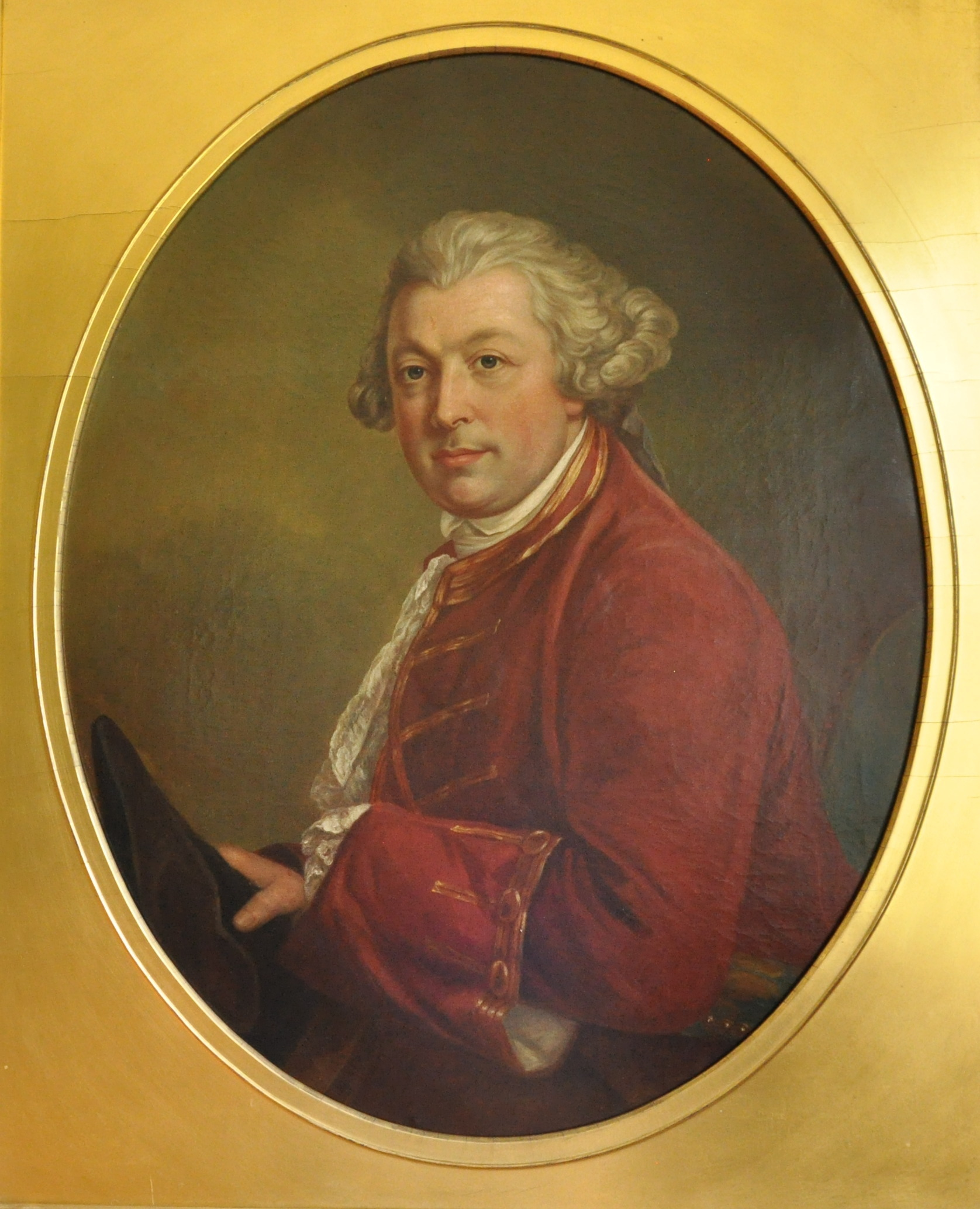
Томас Паунелл — губернатор Колонії Массачусетської затоки

Частина армії залишилась в Луїсбурзі для здійснення відновлюваних робіт у фортеці, а Емгерст із більшою частиною своїх військ відбув до Нью-Йорка на допомогу Джеймсу Аберкромбі. 13 вересня 1758 року Емгерст прибув до Бостона, де його зустріли з почестями. В Бостоні Емгерст зустрівся та повечеряв із губернатором Колонії Массачусетської затоки Томасом Паунеллом. Через кілька днів Емгерст продовжив свій шлях до Аберкромбі, зустрівшись на своєму шляху з індіанціями. 1 жовтня 1758 року Емгерст записав у своєму щоденнику: «Війська зупинились. Прийшли стокбриджські індіанці: король, його королева та доньки».
Прибувши до табору Джеймса Аберкромбі біля Олбані, Емгерст зрозумів, що в той сезон будь-яка наступальна кампанія була неможливою: війська були в поганому стані, були дезертири, провінційні війська та індіанці повернулись додому. Тоді Емгерст вирішив повернутись до Галіфаксу, з надією, що він отримає наказ повертатись до Британії. 9 листопада 1758 року він прибув до Галіфаксу, де дізнався, що його призначено головнокомандувачем усіх британських військ у Північній Америці, а Аберкромбі відзивають до Британії. Його основним завданням було зібрати війська з місцевих жителів. Він також отримав інструкції встановити гармонійні та дружні відносини з губернаторами колоній, а також із вождями індіанських племен, щоб залучити колоністів та індіанців до британських військ в Північній Америці. Емгерст вирішив розташуватись в Нью-Йорку на зиму і вирушив туди, на шляху відвідавши Бостон, де із губернатором Томасом Паунеллом детально обговорював стратегію завоювання Канади. На шляху до Нью-Йорку він також зустрівся із губернатором Колонії Род-Айленду і Провиденських плантацій Стівеном Гопкінсом та губернатором Коннектикутської колонії Томасом Фітчем.
Емгерст прибув до Нью-Йорку приблизно в середині грудня 1758 року, де дізнався, що бригадному генералу Джону Форбсу вдалось захопити французький Форт Дюкен, що розташовувався в місці злиття річок Аллегейні і Мононгахіла (зараз — територія штату Пенсільванія, США). 12 січня 1759 року Емгерст видав наказ про помилування всіх дезертирів.

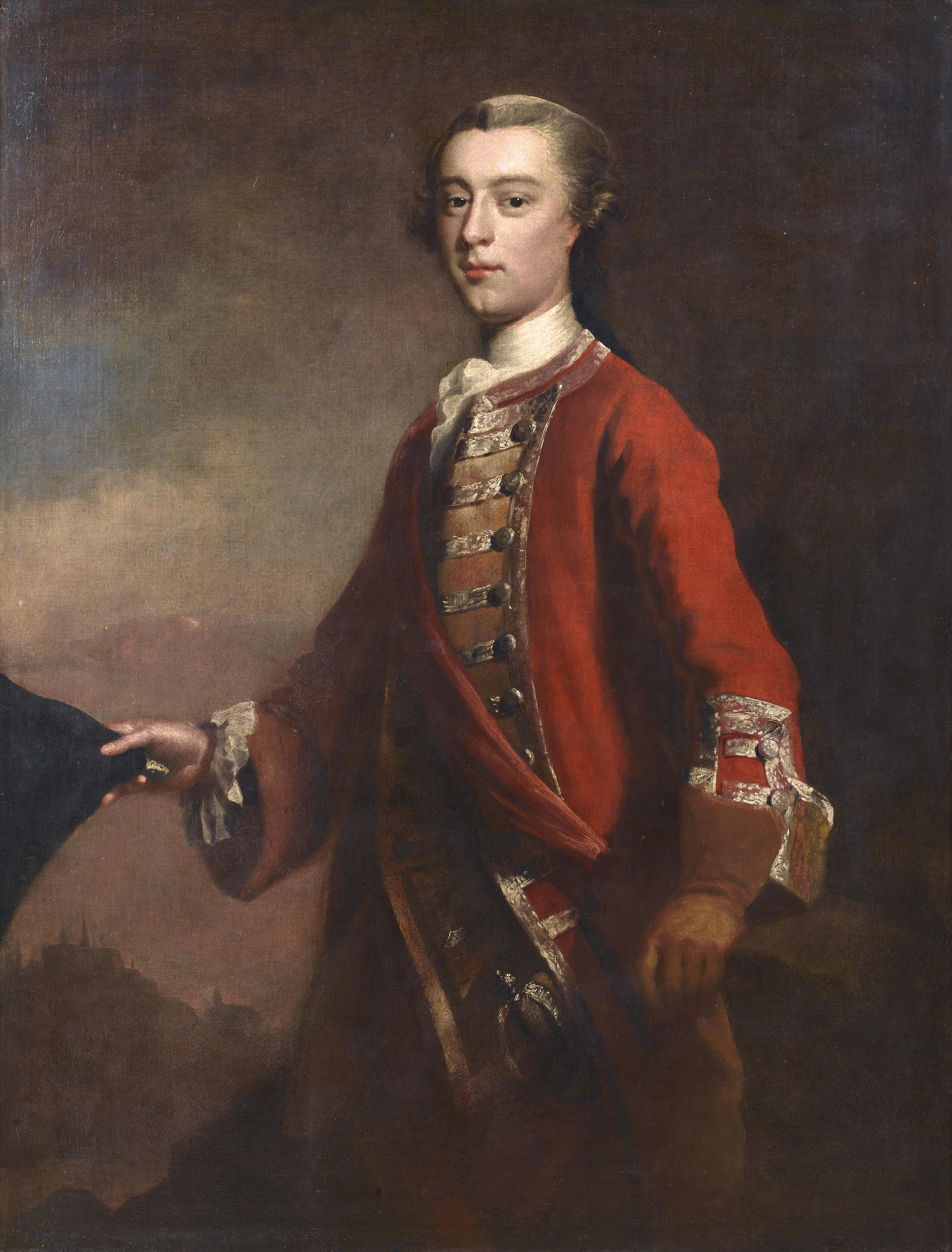
Джеймс Вольф

В березні 1759 року Емгерст отримав інструкції з Британії щодо кампанії на 1759 рік. Джеймсу Вольфу доручалось захопити Квебек, і на цю операцію він отримав звання генерал-майора. Щодо інших операцій в Америці, Вольф залишався під командуванням Емгерста. Завданням Емгерста було забезпечити Вольфа військами, а також захопити французьку фортецю Карійон (зараз відома як Тайкондерога), при спробі взяти яку Джеймс Аберкромбі зазнав поразки в 1758 році, та фортецю Краун-Пойнт (зараз — місто Краун-Пойнт в штаті Нью-Йорк, США), яка знаходилась за Карійоном. Захоплення цих фортець відкривало шлях до Монреалю. Він також отримав інструкції відновити форт Освіго (зараз — місто Освіго в штаті Нью-Йорк).
Емгерст почав підготовку до кампанії на 1759 рік: він зібрав війська та необхідні запаси для операції Джеймса Вольфа, а також почав збирати війська та припаси для своїх операцій. В травні 1759 року він відправив полковника Джона Прідо із завданням відбудувати форт Освіго та захопити форт Ніагара, надавши в його розпорядження приблизно 5000-не військо, яке складалось із солдат регулярної британської армії та солдат провінціальної армії, із можливістю поповнення війська з жителів провінцій та індіанців.

##### Битва при Тайкондерозі

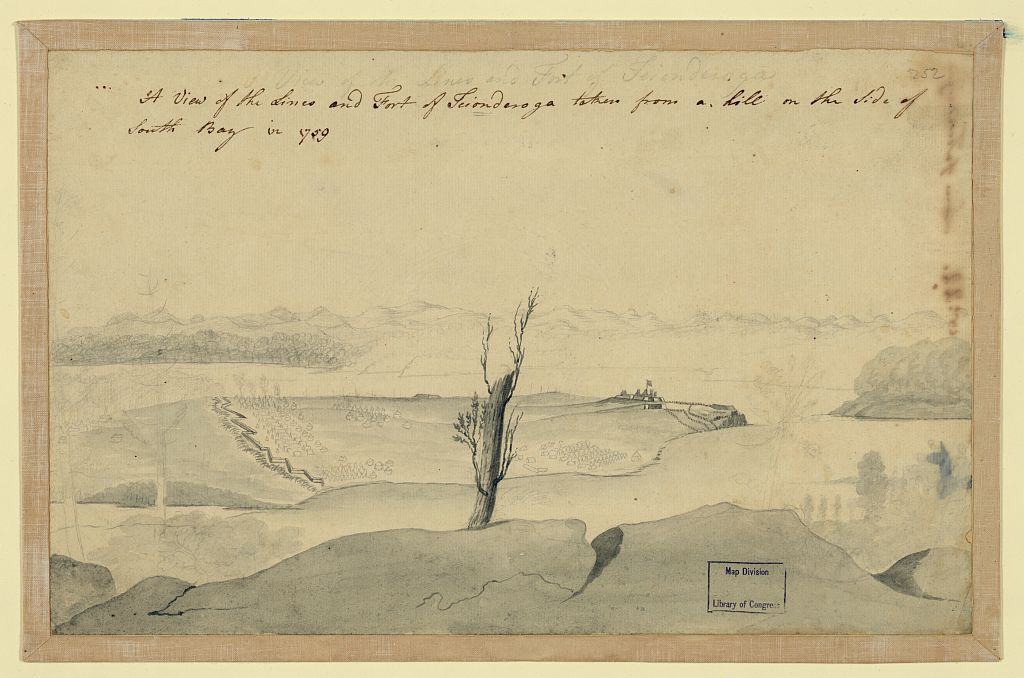
Вид на лінії оборони та форт Тайкондерга з боку холма біля південної затоки в 1759 році.

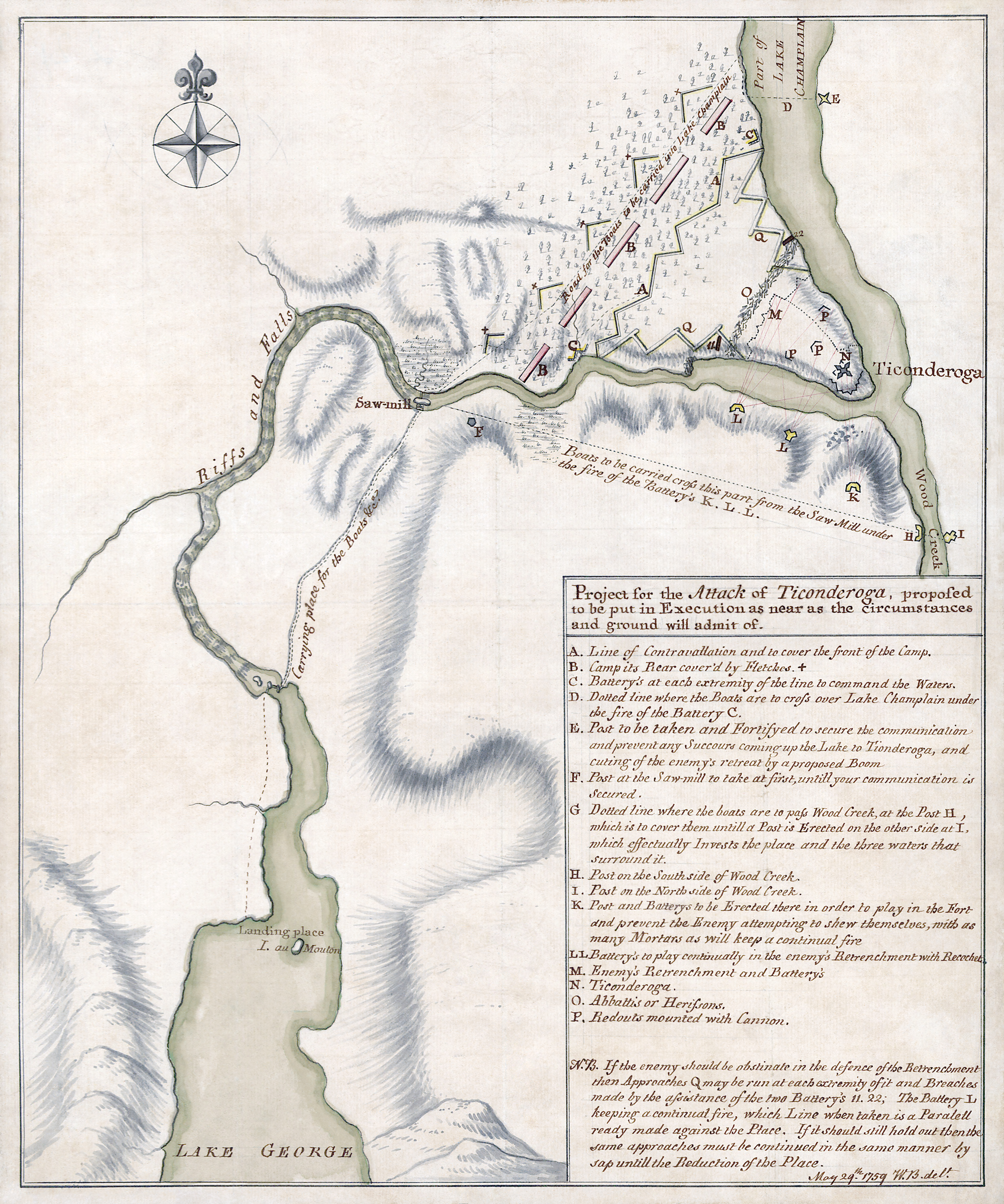
Відновлена рукописна карта британського плану атаки на Тайкондерогу, «запропонованого втілити настільки точно, наскільки дозволять обставини та підстави», датована 29 травня 1759 р.

В кінці травня 1759 року Емгерст висунувся зі своєю армією в напрямку фортеці Карійон. 3 червня 1759 він прибув до форту Едвард (зараз — місто Форт-Едвард в штаті Нью-Йорк, США), де зробив перерву в пересуванні, щоб дати військам відпочити. Генерал Томас Ґейдж доповів Емгерсту, що на півночі від форту Едвард французи зібрали військо з п'яти тисяч канадців та трьох тисяч індіанців, щоб захистити фортецю Карійон, а також, що 7 тисяч канадців обкопались, щоб запобігти просуванню Емгерста по річці Святого Лаврентія в західному напрямку. Також Емгерсту доповіли, що французи будували флот на озері Шамплейн, і, що три кораблі вже було побудовано. Емгерст також дізнався, що французькому атлантичному флоту вдалося пройти повз Луїсбурзьку фортецю і просунутись по річці Святого Лаврентія та доставити до Квебеку припаси та артилерію.
21 червня 1759 року Емгерст висунувся з військами з форту Едвард у напрямку до озера Джордж. Військо Емгерста, яке налічувало 6236 людей, влаштувало табір у підніжжі озера Джордж. Інша частина війська захищала шлях до Олбані та інших кордонів. Емгерст пробув на озері Джордж майже місяць, чекаючи на поставки артилерії з форту Едвард. Протягом цього місяця Емгерст побудував форт на озері Джордж. 22 липня 1759 року армія Емгерста висунулась у напряму до Тайкондероги, де розташовувалась фортеця Карійон. Армія Емгерста перепливла озеро Джордж та зупинилась біля водоспаду, зустрівши не дуже сильний спротив французів та індіанців, які відступили по мосту через озеро Шамплейн, намагаючись знищити його. Тайкондерога знаходилась на трикутнику землі, який на південно-західній стороні межував із річкою Святого Лаврентія, а на північно-східній — з озером Шамплейн. Емгерст побачив, що в окопах навколо фортеці не було французьких солдатів. Британські теслі полагодили міст, і Емгерст наказав війську перейти через міст і зупинитись, коли солдати побачать французькі лінії оборони. Коли армія досягла залишених французами ліній оборони, вона зупинилась, укрившись в окопах від артилерійського вогню, який міг лунати з фортеці, яка знаходилась на відстані більше 700 метрів. В ніч з 23 на 24 липня Емгерст наказав виставити гармати навколо фортеці, а 24 липня проти фортеці був відкритий вогонь. 26 липня до британського табору прийшов дезертир з французького гарнізону, та сказав, що гарнізон збирався підірвати фортецю. В той же день французи підірвали фортецю і відступили через озеро Шамплейн у напрямку до фортеці Краун-Пойнт. Спочатку Емгерст хотів потушити вогонь у фортеці, однак, виявилось, що французи зарядили рушниці таким чином, що вони автоматично вистрілювали через полум'я у фортеці, і таким чином весь день британці не могли підступитись до фортеці.
В наступні дні Емгерст наказав закопати окопи біля фортеці та підняти затоплені французами човни. Він також довідався, що вибухи знищили лише незначну частину фортеці, і наказав відновити пошкоджені частини. Сам Емгерст із частиною військ відправився до фортеці Краун-Пойнт (яку французи називали фортецею Фредерік), що розташовувалась за Тайкондерогою. 1 серпня 1759 року розвідники доповіли Емгерсту, що французи залишили фортецю у Краун-Пойнті. 4 серпня Емгерст з військами прибув до фортеці Фредерік, і виявив, що, дійсно французи покинули фортецю, а сама фортеця була непошкодженою. У фортеці до Емгерста дійшли новини, що серу Вільяму Джонсону вдалося захопити форт Ніагара. В наступні два місяці Емгерст із військом залишався у Краун-Пойнті, будуючи там форт. Він також наказав будівництво кораблів, які б допомогли британцям просунутись на протилежний берег озера Шамплейн, де стояли французи. Крім того, Емгерст наказав збудувати дорогу з вермонтського берегу озера Шамплейн до Нью-Гемпшира з тим, щоб з'єднати Нью-Гемпшир та Массачусетс із Краун-Пойнтом.

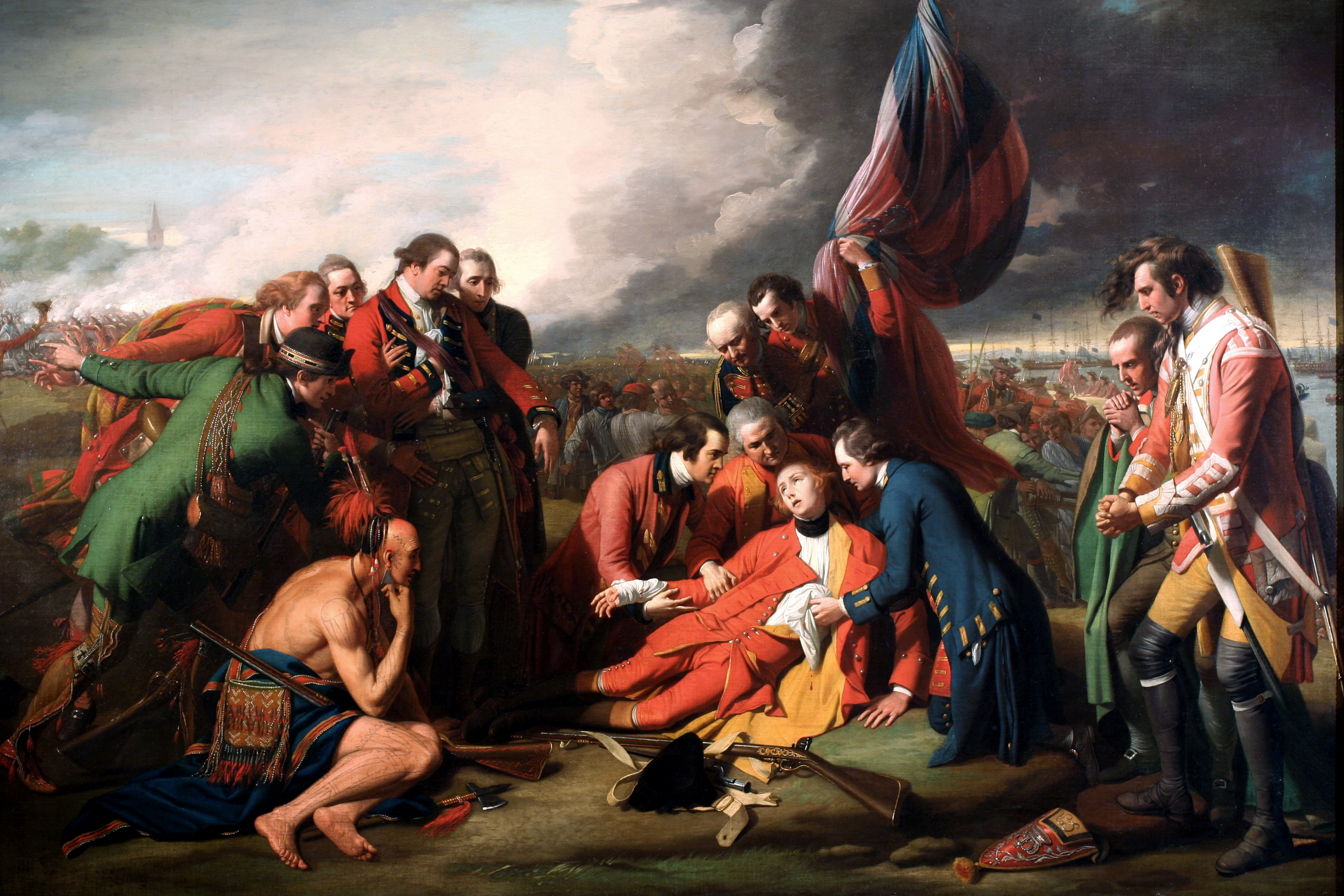
Смерть генерала Вольфа. Картина, написана Бенджаміном Вестом.

Лоуренс Мейо писав, що історики 19-ого століття критикували Емгерста за затримку у Краун-Пойнті, і за те, що не висунувся на допомогу армії Джеймса Вольфа, який захоплював місто Квебек та загинув у битві. Однак, як зазначав Мейо, сучасники Емгерста демонструють більш раціональний погляд на дії Емгерста: Томас Гатчинсон, останній королівський губернатор колонії Массачусетської затоки, вважав цілком можливим, що, якби не маневри Емгерста у Краун-Пойнті, які відволікли значну частину французької армії, то Джеймсу Вольфу не вдалося б взяти Квебек.
В листопаді 1759 року Емгерст залишив невеличкий гарнізон в Тайкондерозі, а сам із залишками армії висунувся до Нью-Йорка, до якого прибув у грудні 1759 року. В Нью-Йорку Емгерст дізнався, що його підвищили у званні до генерал-майора британської армії, до цього в нього було звання генерал-майора лише в Америці.

##### Монреальська кампанія

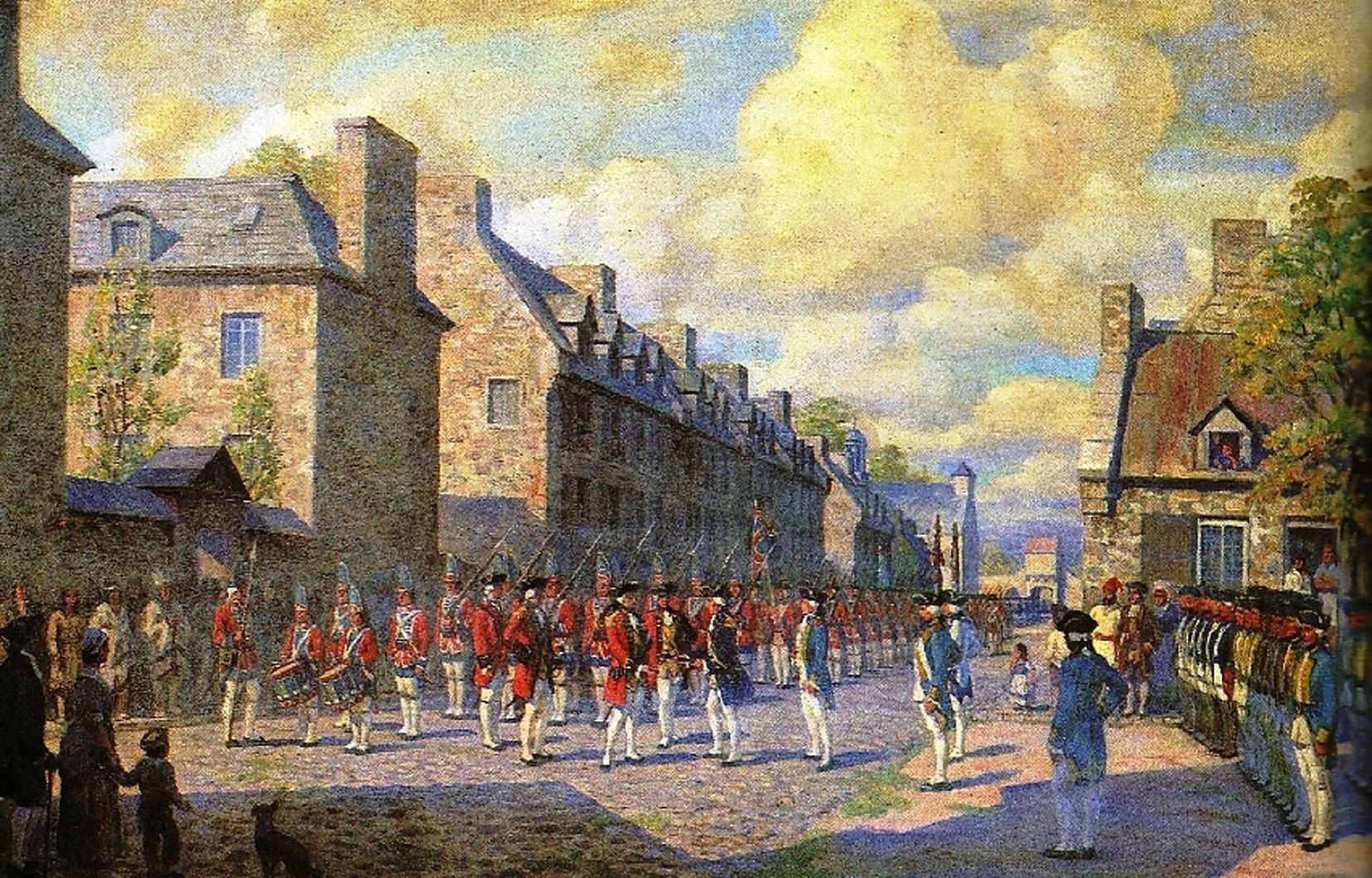
Капітуляція французьких військ у Монреалі.

На початку 1760 року Емгерст отримав інструкції з Британії — захопити Монреаль. На цей раз йому давалась більша свобода дій: Лондон вже не визначав графіків та напрямів дій. Емгерст вирішив розділити армію на три частини та оточити Монреаль зі сходу, півдня та заходу. За планом Емгерста, Джеймс Маррі, до якого після загибелі Джеймса Вольфа перейшло командування армією, що захоплювала Квебек, мав піднятись по річці Святого Лаврентія, полковнику Вільяму Гевіленду доручалось відсунути французів від північного берега озера Шамплейн. Планувалось, що сам Емгерст очолить похід основної частини армії до форту Освіго і далі на схід вздовж озера Онтаріо та річки Святого Лаврентія до Монреалю. Передбачалось, що маневр, доручений Джеймсу Маррі, заблокує шлях для відступу французів по річці Святого Лаврентія, а маневр Вільяма Гевіленда змусить французів виділити гарнізон для захисту острова Іль-о-Нуа на річці Рішельє.

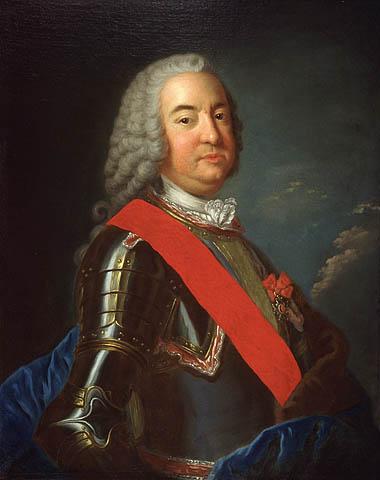
П'єр де Ріґо де Водрьой, губернатор Нової Франції.

Емгерст співпрацював з колоніальними губернаторами, щоб набрати військо для кампанії 1760 року з жителів колонії. Однак, йому вдалося зібрати лише 14 500 із запланованих 20 000 солдатів: 5000 солдатів з Коннектикуту, 4000 — з Массачусетсу, 2,680 — з Нью-Йорка, по 1000 — з Нью-Джерсі та Род-Айленду та 800 — з Нью-Гемпшира. Автори пов'язують складність у наборі до війська із надзвичайними зусиллями набору минулого року, а також чутками про наближення укладання миру з Францією. 2 травня 1760 року Емгерст прибув до Олбані, де мали зібратись регулярні та провінційні війська. Збір провінційних військ затримувався, і Емгерст зайнявся відправкою провізії та припасів гарнізонам, що стояли в Краун-Пойнті та фортеці Освіго. Він також надіслав підкріплення Джеймсу Маррі до Квебеку. В червні 1760 провінційні війська зібрались в Олбані, і Емгерст розділив їх на тих, хто перебуватиме під командуванням Вільяма Гевіленда, і тих, хто перебуватиме під його особистим командуванням. Свою армію Емгерст відправив до форту Освіго, куди також прибули індіанці, набрані до війська сером Вільямом Джонсоном.
В липні 1760 Джеймс Маррі зі своїм військом почав рухатись по річці Святого Лаврентія у напрямку до Монреалю, перед тим вигравши битву з французами, які атакували Квебек, а Емгерст прибув до форту Освіго. 10 серпня 1760 року з форту Освіго Емгерст висунувся на кораблях по озеру Онтаріо у напрямку до річки Святого Лаврентія. Вже через 5 днів Емгерст був посередині архіпелагу Тисяча островів у річці Святого Лаврентія. 17 серпня 1760 відбувся бій з одним із французьких кораблів на підході до французького форту Лєві на одному з островів річки Святого Лаврентія. Бій закінчився перемогою британців, а впродовж наступних кількох днів британці атакували форт Лєві, який здався 25 серпня, а його французький гарнізон було взято в полон. Армія Емгерста затрималась в районі Тисячі островів на декілька днів, щоб полагодити пошкоджені в бою британські кораблі. 31 серпня 1760 року армія Емгерста знову висунулась по річці Святого Лаврентія в напрямку до Монреалю, і, не зустрічаючи спротиву, 6 вересня 1760 року армія прибула на острів Монреаль.

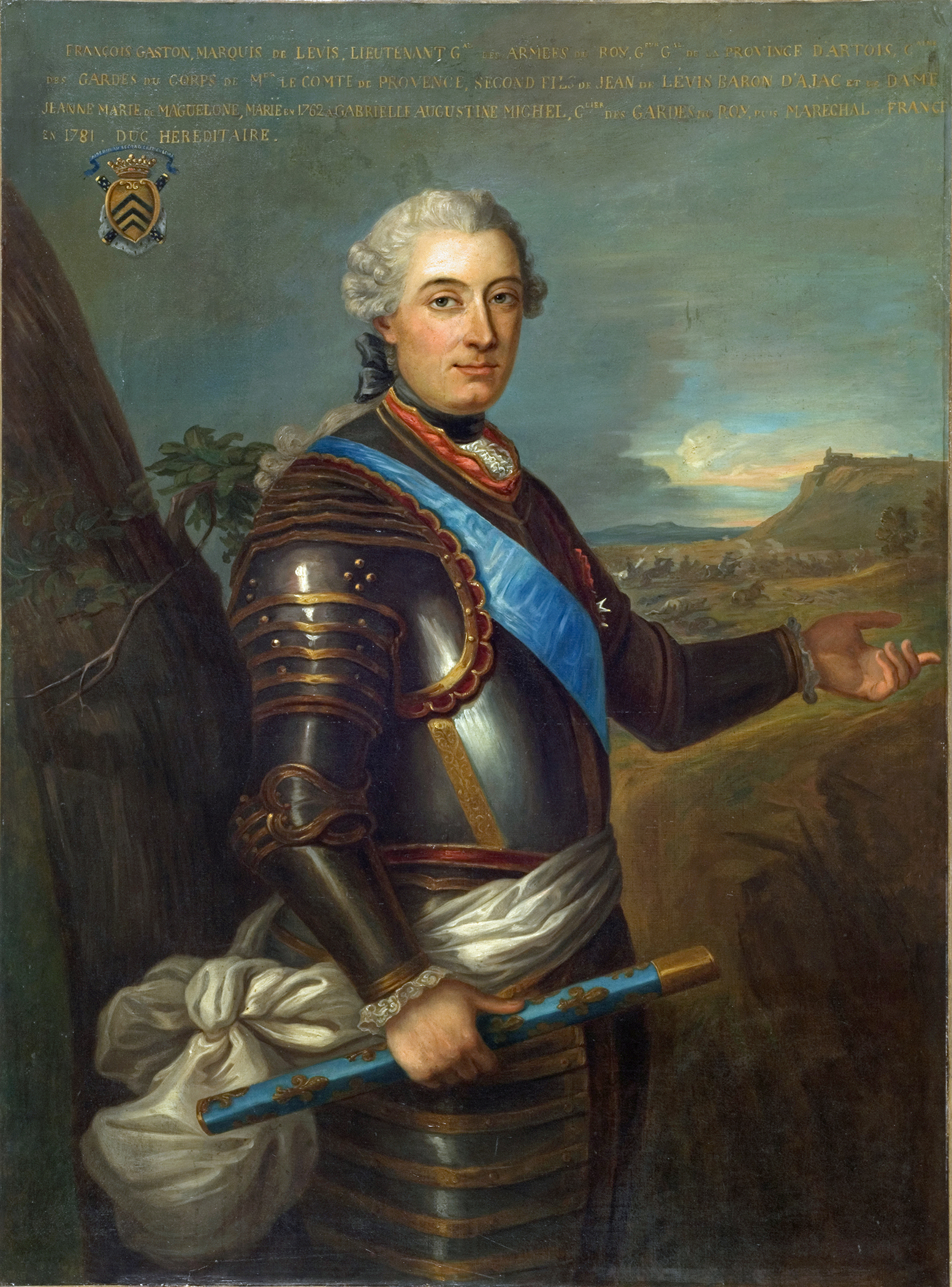
Франсуа-Ґастон де Лєві, головнокомандувач військами в Новій Франції.

В Монреалі Емгерст також майже не зустрів спротиву, окрім кількох пострілів. Він зустрівся з французьким полковником Луї Антуаном де Бугенвілем, який привіз повідомлення від губернатора Нової Франції П'єра де Ріґо де Водрьоя: Водрьой очікував новин про укладання миру між Францією та Британією, і пропонував Емгерсту припинити воєнні дії, допоки не прийдуть новини про те, чи укладено мир. На це Емгерст відповів: «Я прийшов взяти Канаду і не задовольнюся меншим». Емгерст додав, що, якщо губернатор бажає запропонувати умови капітуляції, то припинення вогню можливо до полудня, а до цього часу британські війська продовжать висаджуватись на острові та готуватись до облоги Монреалю. Оскільки в Монреалі не було достатньо французьких солдат, зброї, а також було багато цивільних біженців та хворих і поранених солдат, було прийнято рішення про капітуляцію. Водрьой висунув наступні умови капітуляції: колоніальні та французькі війська в Монреалі та інших місцях від Мішилімакіно до Рестігуша здадуться в обмін на почесні умови капітуляції, а відтак — привілей повернутись до Франції, де служитимуть своєму королю. Також в пропозиції містились умови щодо захисту цивільних, які вирішать залишитись в Канаді, особливо умови щодо права сповідати свою релігію, а також щодо права власності щодо їхнього майна. В той час, як від Водрьоя надходили пропозиції щодо капітуляції, армія Джеймса Маррі висадилась на східному боці острову Монреаль, а наступного дня з півдня з'явились війська під командуванням Вільяма Гевіленда.

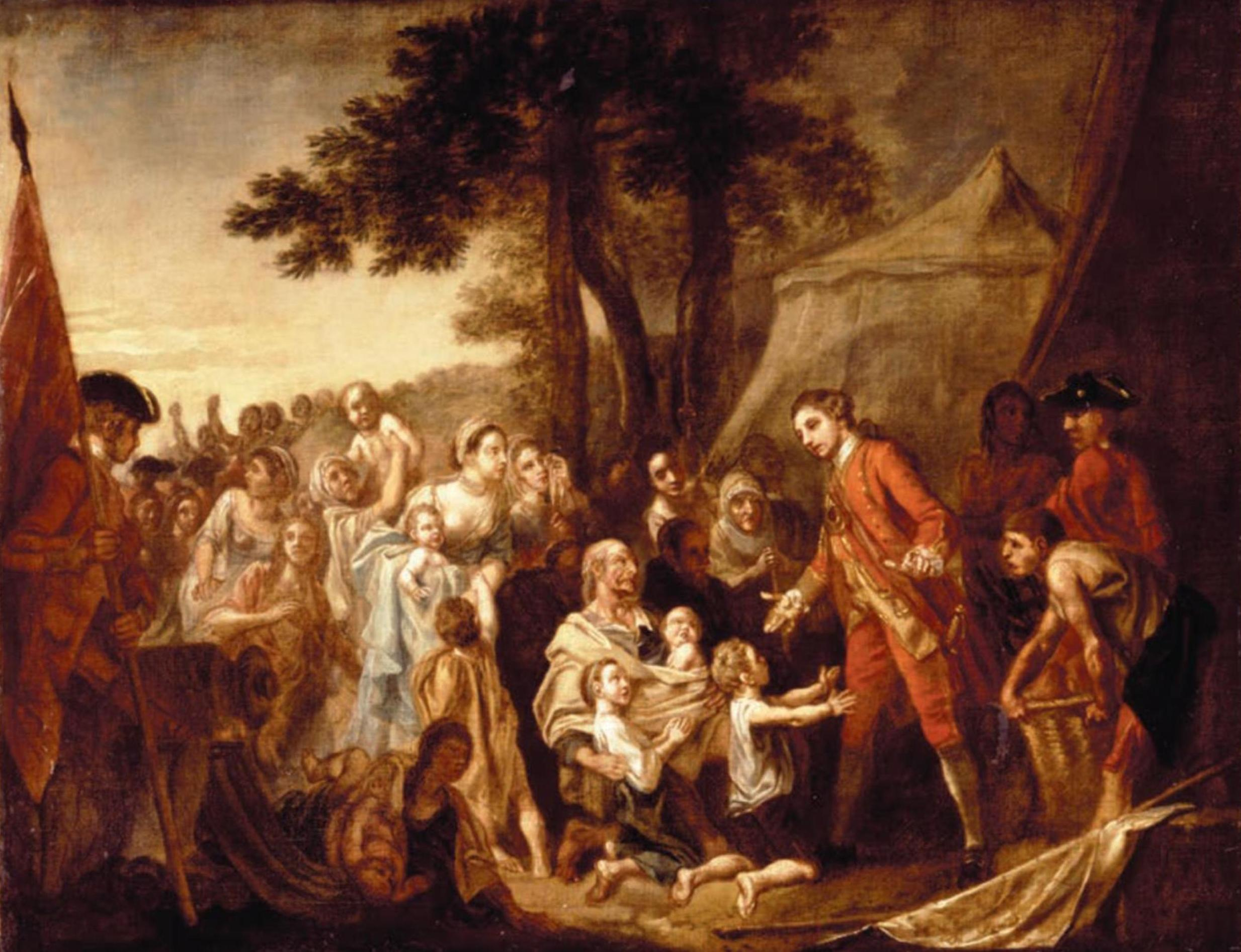
Здача Монреаля генералу Емгерсту, 1760 р. Картина Френсіса Геймана.

Емгерст погодився на ті умови, щодо цивільних, які не заважали британському суверенітету, однак відмовив у почесних умовах капітуляції французьким та колоніальним військам. Емгерст наполягав, що французькі та колоніальні війська «мають скласти зброю та не служити в цій війні». Він планував відправити регулярні французькі війська до Франції без почесних гербів. Головнокомандувач військами у Новій Франції Франсуа-Ґастон де Лєві та деякі інші французькі офіцери були розлючені тим, що Емгерст не погодився на почесні умови капітуляції. Лєві вмовляв губернатора Водрьоя дозволити їм захищати Монреаль до останньої людини. Водрьой відмовив Лєві, однак, погодився дати Лєві та його офіцерам час спалити штандарти перед тим, як він прийняв умови Емгерста.
9 вересня 1760 року Монреаль капітулював. В колоніях та в Британії широко святкувалось падіння Монреалю: в Бостоні влаштували парад та урочисту вечерю, у Вустері люди святково підсвітили свої будинки, король Георг ІІ розпорядився видати усім посланцям, які привезли новини про взяття Монреалю, видати по 500 фунтів, а в Лондоні лунали феєрверки та петарди та піднімались тости за здоров'я генерала Емгерста.
Далі Емгерст зайнявся управлінськими справами в завойованій колонії. Він поділив колонію на три військові округи: Монреаль, Квебек та Труа-Рів'єр, що співпадало з адміністративним поділом під французьким управлінням. Він призначив генерала Томаса Ґейджа губернатором Монреалю, Джеймса Маррі — губернатором Квебеку, а полковника Ральфа Бьортона — губернатором Труа-Рів'єр. Він оголосив свободу сповідувати католицьку віру, продовження мирного володіння своєю власністю та продовження офіційної кореспонденції французькою мовою. Цивільні спори підлягали вирішенню згідно з Паризькім звичаєм, а кримінальні справи підлягали вирішенню у відповідності із законами воєнного часу. Місцеве самоврядування було доручено представникам колишнього канадського ополчення.
На визнання заслуг Емгерста, у вересні 1760 року він був призначений генерал-губернатором британської Північної Америки. В кінці вересня 1760 року Емгерст покинув Монреаль, попередньо відправивши частину військ в Детройт для взяття західних фортів, в яких ще залишались французи, і відправивши іншу частину військ на відновлення фортів у Краун-Пойті, Освіго та центральному Нью-Йорку. На шляху до Нью-Йорка, Емгерст відвідав завойовані території: Труа-Рів'єр, Квебек, Іль-о-Нуа, Луїсбург. В листопаді 1760 року Емгерст прибув до Нью-Йорка, де його урочисто зустріли.

##### Вест-індійська кампанія

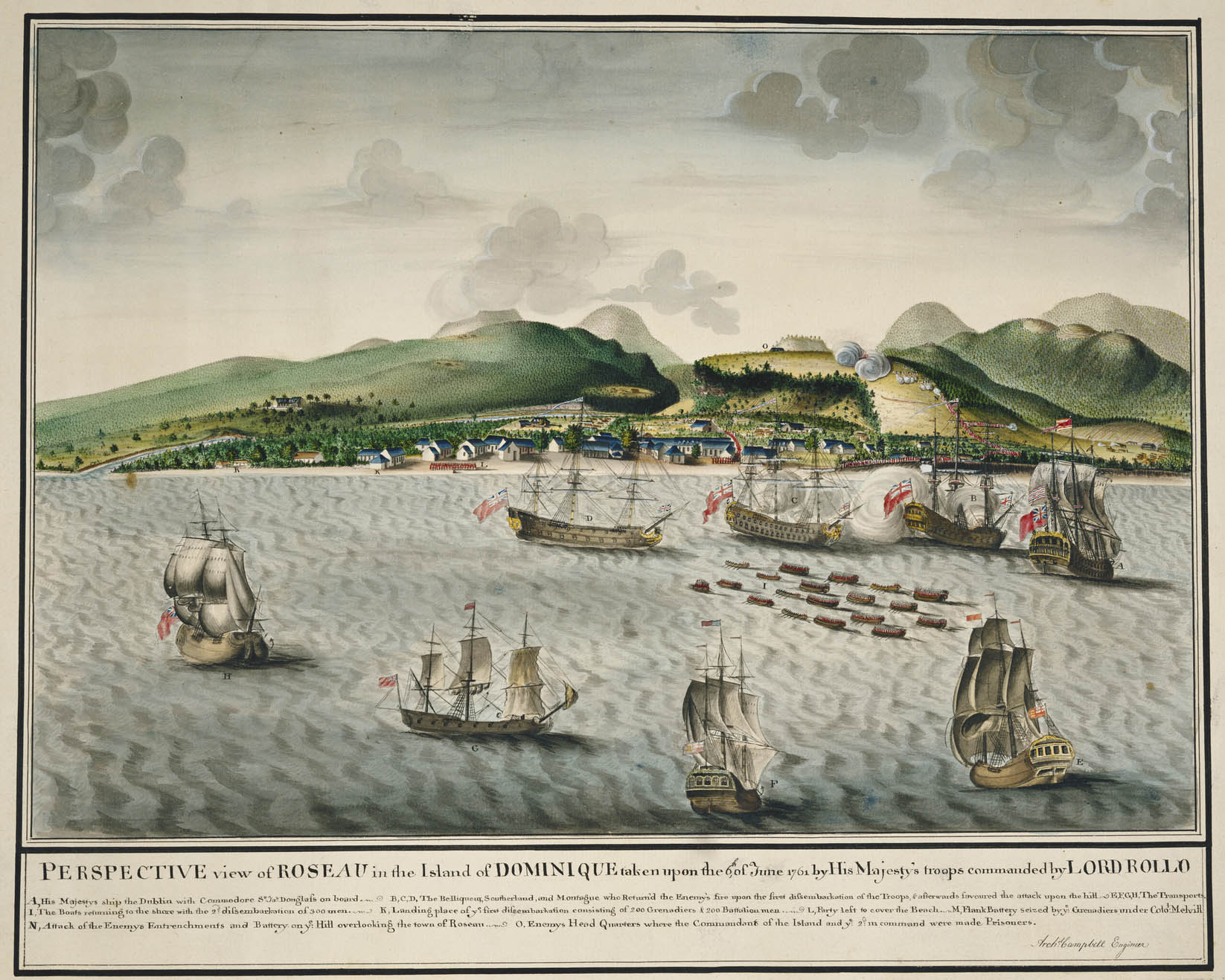
Вигляд британської атаки на столицю Домініки Розо, 6 червня 1761 року. Робота Арчібальда Кембела, офіцера британської армії.

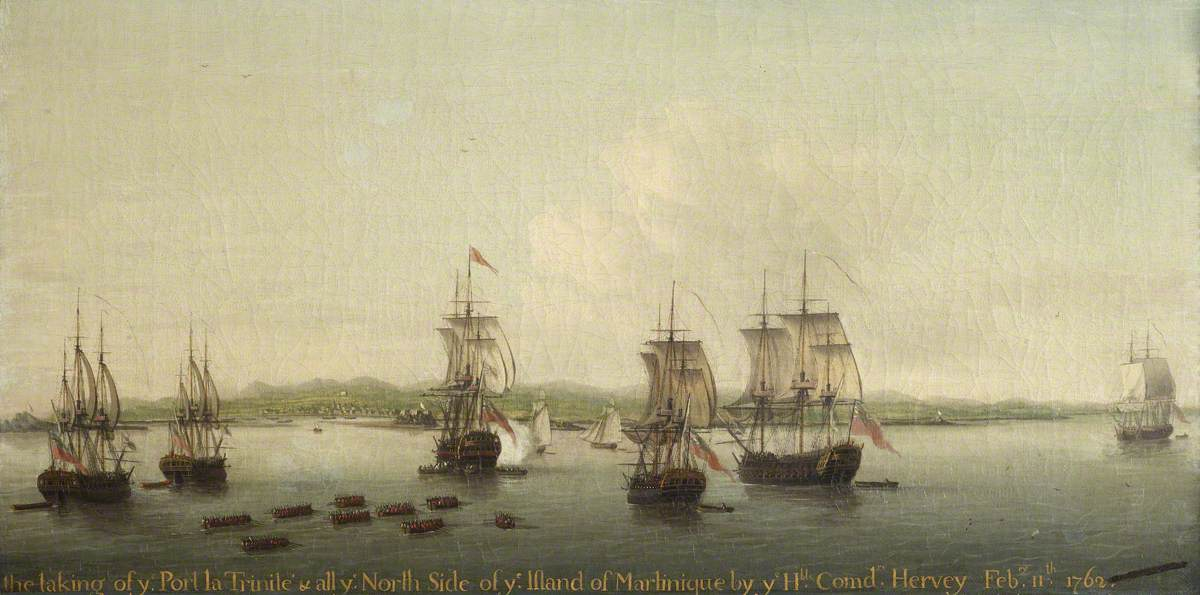
Захоплення Мартиніки британцями, 11 лютого 1762 року. Картина, написана Домініком Серресом.

Наступною місією Емгерста було забезпечити війська для вест-індійської кампанії — запланованої Вільямом Піттом атаки на французькі острови Домініка, Сент-Люсія та Мартиніка в Карибському морі. Командирів кампанії мав визначити Емгерст на свій розсуд. Емгерст відправив війська під командуванням Ендрю Ролло взяти острів Домініка: флотилія лорда Роллo відпливла з Нью-Йорка в квітні 1761 року, і 3-ого червня Ролло прибув до берегів Домініки, здійснив атаку на французький гарнізон, і вже через декілька днів острів капітулював.
Весну та літо 1761 року Емгерст провів організовуючи заміну регулярних британських військ провінціальними військами, оскільки планував залучити регулярні війська до захоплення Мартиніки. Емгерст переїхав з Нью-Йорку до Олбані, де облаштував нову штаб-квартиру, а табір для регулярних військ, що повертались з місць дислокації, був влаштований на острові Стейтен-Айленд в Нью-Йорку. У вересні 1761 Емгерст прибув до Стейтен-Айленду на огляд військ, які під командуванням Роберта Монктона мали відправитись на захоплення Мартиніки. В кінці листопада 1761 року флотилія війська, яке йшло захоплювати Мартиніку, відбула з Сенді-Гук. 16 січня 1762 року Монктон з військами досяг околиць Мартиніки та відкрив вогонь, щоб нейтралізувати французькі батареї. Атака була успішною і британським військам вдалося висадитися на острові та облаштувати артилерійські батареї. Вже 27 січня британцям вдалося взяти дві стратегічні височини, а 16 лютого 1762 року Мартиніка капітулювала.
Взимку 1762 року Емгерст отримав наказ відправити армію з 4000 чоловік до мису Сент-Ніколас на північно-західному березі острова Гаїті. Ця армія мала з'єднатись із армією Джорджа Кеппеля, графа Олбемарля, яку відправили з Британії для здійснення атаки на Кубу, яка належала Іспанії, яка вступила у війну на боці Франції. Військо, організоване Емгерстом, відпливло з Нью-Йорка в червні 1762 року. Кеппель вирішив не чекати на підкріплення з Америки, та здійснили атаку на Кубу. Війська, відправлені Емгерстом прибули в кінці липня та на початку серпня 1762 року. Куба капітулювала 13 серпня 1762 року.

##### Захист Ньюфаунленду
Франція, скориставшись зменшенням британських гарнізонів в Північній Америці, атакувала острів Ньюфаунленд: в червні 1762 року 8000-ний ескадрон французького флоту під командуванням шевальє де Терне з'явився у затоці Бей-Булз біля Ньюфаунленду. В той час у Ньюфаунленді розташовувались лише біля 300-т піхотинців та артилеристів. В кінці червня 1762 французи легко захопили острів. Емгерст зібрав експедицію з регулярних військ у кількості 1000 чоловік з Нью-Йорку, Галіфаксу та Луїсбургу, а також з провінційних військ у кількості 500 чоловік з Нової Скотії. Експедицію очолив брат Емгерста Вільям. У вересні 1762 року британці відвоювали Ньюфаунленд.

### Повстання Понтіака

#### Політика Емгерста щодо індіанців

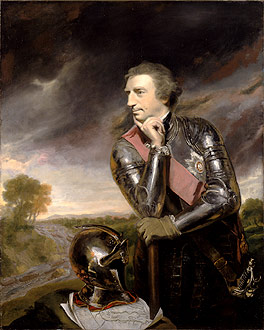
Джефрі Емгерст. Портрет, написаний Джошуа Рейнольдсом.

Емгерст ставився до індіанців з недовірою та упередженням, не дивлячись на те, що в багатьох кампаніях Франко-індіанської війни індіанці бились на боці Британії та допомагали британськім військам проходити складні ділянки місцевості. 17 травня 1759 року, в розпал підготовки до битви при Тайкондерозі, Емгерст записав у своєму щоденнику: «Цього ранку до мене приходив сер Вільям Джонсон, обіцяв багато речей на рахунок індіанців. Я тримаю заплановані операції в таємниці. Якщо індіанці знатимуть, то й французи знатимуть… їхня справа надавати інформацію обом сторонам». Таке ставлення відображалось у політиці Емгерста щодо індіанців: його політика була жорсткішою ніж та, яку проводили щодо індіанців французи.
Ставлення до індіанців з боку британських солдатів погіршувалась по мірі того, як необхідність в їхній допомозі в ході Франко-індіанської війни знижувалась. Крім того, коли основний театр воєнний дій перемістився до Вест-Індії, Лондон урізав бюджет на утримання армії в Північній Америці. Емгерст, своєю чергою, урізав витрати пов'язані із союзом з індіанцями. По-перше, він скоротив кількість помічників сера Вільяма Джонсона, який займався справами індіанців. По-друге, Емгерст скоротив практику дарунків індіанцям: в жовтні 1760 він оголосив, що дарунки будуть робитись тільки зі спеціальних нагод. Виключенням з цього правила були лише воїни-ірокези, які завершили кампанію 1760 року. Емгерст вважав, що індіанці самі мають забезпечувати себе необхідними для життя предметами, включаючи зброю та порох для полювання та вилову риби. Однак, придбати ці предмети через торгівлю було важко, оскільки, по-перше, торговці, які приїжджали до завойованих територій привозили товари, розраховані в основному на французьких жителів, а по-друге, через обмеження торгівлі певними товарами Емгерстом: він вважав, що чим менше у індіанців буде пороху, тим менше буде імовірність, що вони скоять лихо.

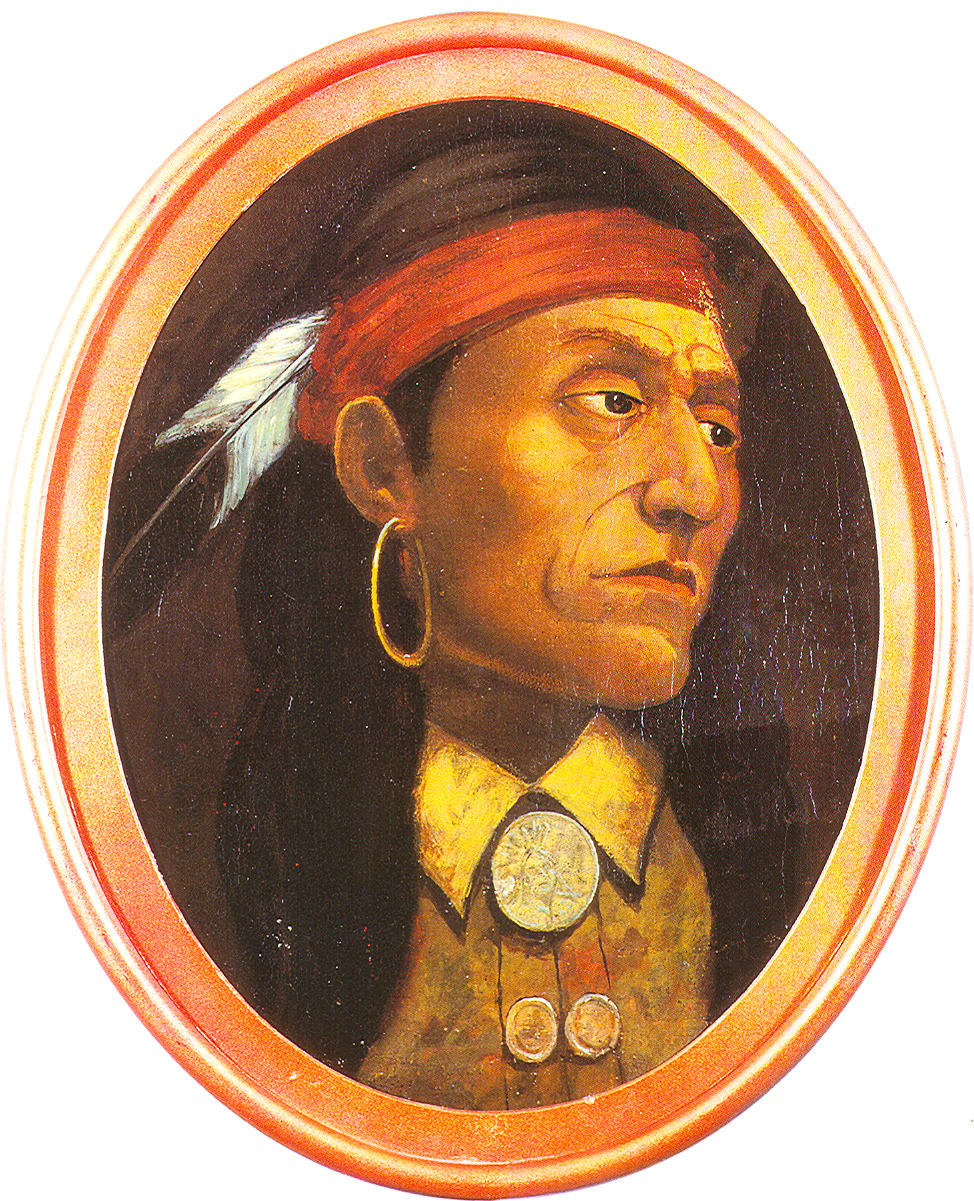
Понтіак — вождь племені Оттава. Портрет, написаний Джоном Міксом Стенлі

Також відносини між британською армією та індіанцями погіршувались через облаштування фортів британцями. Форти мали суто військовий характер, в той час, коли колишні французькі форти більше виконували роль торгівельних фортів. Оскільки у фортах розташовувались британські гарнізони, індіанці сприймали їх як прояв окупації їхніх земель. Індіанці воліли, щоб британці покинули форти. Однак, британці, не збираючись покидати форти, переконували індіанців, що ці форти встановлені не з метою окупації, а з метою забезпечення захисту торгівлі між колоністами та індіанцями. Серед членів гарнізонів та індіанцями нерідко виникали конфлікти, які завершувались насиллям: лейтенант Пайпер вбив воїна з племені Сенека за те, що той вкрав коня у форті Лігоне, та привіз скальп вбитого до форту Пітт, що було актом зухвалої зневаги до індіанців. Обурені індіанці вимагали видати їм Пайпера, натомість, Пайперу дозволили покинути форт Пітт без будь-якої компенсації сім'ї вбитого, як того вимагав звичай індіанців. При цьому, коли індіанець вбив німецького поселенця в Могавкській долині, Емгерст наполягав, щоб його судили у магістратському суді, зазначивши, що вимагав би того самого, якби жертвою був індіанець. Однак, Емгерст не брав до уваги упередженість білих присяжних щодо індіанців.
Крім того, невдоволення індіанців викликало вільне розпорядження Емгерстом їхніх земель. У лютому 1761 року Емгерст виділив землі вздовж річки Могок кільком офіцерам британської армії. Таким чином, Емгерст порушив угоду між індіанцями та колоністами, та свою декларацію від 27 квітня 1760, в якій він пообіцяв індіанцям, що жодна частина їхньої землі, прилеглої до фортів, не буде відібрана, і що нікому з британців і колоністів не буде дозволено полювати та жити на ній. Приватно Емгерст визнавав, що рішення про виділення землі мало б бути узгоджено з Лондоном. Дізнавшись про це торговці з Олбані, які торгували з індіанцями, подали петицію до Таємної ради, в якій зазначали, що виділення землі Емгерстом британським офіцерам «нанесе велику шкоду інтересам Його Величності та добробуту Його колоній, нанісши образу Конфедеративним Націям Індіанців». І хоча Таємна рада скасувала рішення Емгерста, його дія вплинула на довіру індіанців до британців. 

#### План Понтіака
Взимку 1762—1763 років Понтіак, лідер племені Оттава, починає перемовини з іншими індіанськими племенами щодо подальших дій індіанців. В кінці 1762 року він послав емісарів до різних індіанських племен, вмовляючи їх повстати в травні 1763 року. Понтіак скликав надзвичайну раду індіанських племен на 27 квітня 1763 року. Раду відвідали представники детройтських племен Оттава, Потаватомі та гурони. На раді Понтіак нагадав численні образи, нанесені британцями індіанцям, та стверджував, що на атаку його благословив король Франції. Він також розкрив свій план атаки: завітати до форту Детройт під приводом виконання церемоніального танцю, під час виконання танцю, інші індіанські воїни проінспектують форт на предмет оборонних споруд та місцезнаходження англомовних торговців. Після отримання цієї інформації індіанці атакують форт.
1 травня 1763 року за планом Понтіака індіанці відвідали форт Детройт. 5 травня 1763 року лідери індіанських племен знову зібрались в потаватомському селищі біля форту Детройт, щоб остаточно визначитись із планом атаки. Однак, план Понтіака став відомим командиру форту Генрі Ґледвіну: один з розчарованих членів племені Оттава 6 травня 1763 року прийшов до форту та попередив Ґледвіна про заплановану атаку. Ґледвін озброїв гарнізон та посилив охорону.

#### Облога форту Детройт та атака на інші форти

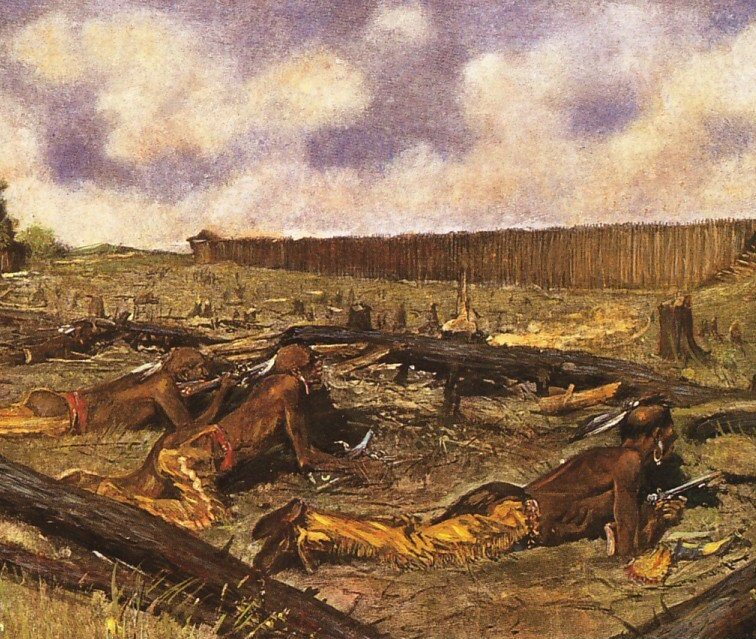
Облога форту Детройт. Картина Фредеріка Ремінгтона.

9 травня 1763 року Понтіак з іншими індіанцями завітали до форту Детройт, але попереджений про атаку Генрі Ґледвін не пустив індіанців до форту. У відповідь індіанці почали облогу форту. Крім того, в травні-червні 1763 індіанці атакували інші британські форти: форт Сандаскі — 16 травня, форт Сент-Джозеф — 25 травня, форт Маямі — 27 травня, форт Лігоне — 28 травня, форт Уіатенон — 1 червня, форт Мішилімакіно — 2 червня, форт Пітт — 22 червня. До Емгерста новини про облогу Детройта та атаку на інші форти дійшли в кінці червня 1763 року. В одному із своїх листів він визнав, що недооцінив масштабу загрози.
Вже через два місяці після початку повстання Понтіака на захід від Ніагари в британців залишились лише два форти: форт Детройт та форт Пітт. Перше підкріплення до форту Детройт прибуло в кінці червня 1763 року. Крім того, Емгерст послав до форту Детройт підкріплення, очолюване його ад'ютантом Делйелом, до якого входило біля 280 солдат, невелика гармата, зброя та припаси. На шляху до форту Детройт Делйел відвідав зруйновані форти: форт у Преск-Айлі та форт Сандаскі. Він дізнався, що гурони вбили гарнізон та торговців форту Сандаскі, і вирішив помститись, спаливши дома та врожай в одному з покинутому населенням гуронських міст. 29 липня 1763 року підкріплення на чолі з Делйелом прибуло до форту Детройт. 31 липня 1763 року Делйел загинув у спробі прорвати облогу форту в битві при Бладі-Рані біля форту. Перед тим, як тіло Делйела потрапило до британців, індіанці вирізали з нього серце, і натерли ним обличчя полонених. Новини про це надзвичайно обурили Емгерста, і у своїх листах він писав, що індіанці були «ближчими до тварин, ніж до людських створінь».

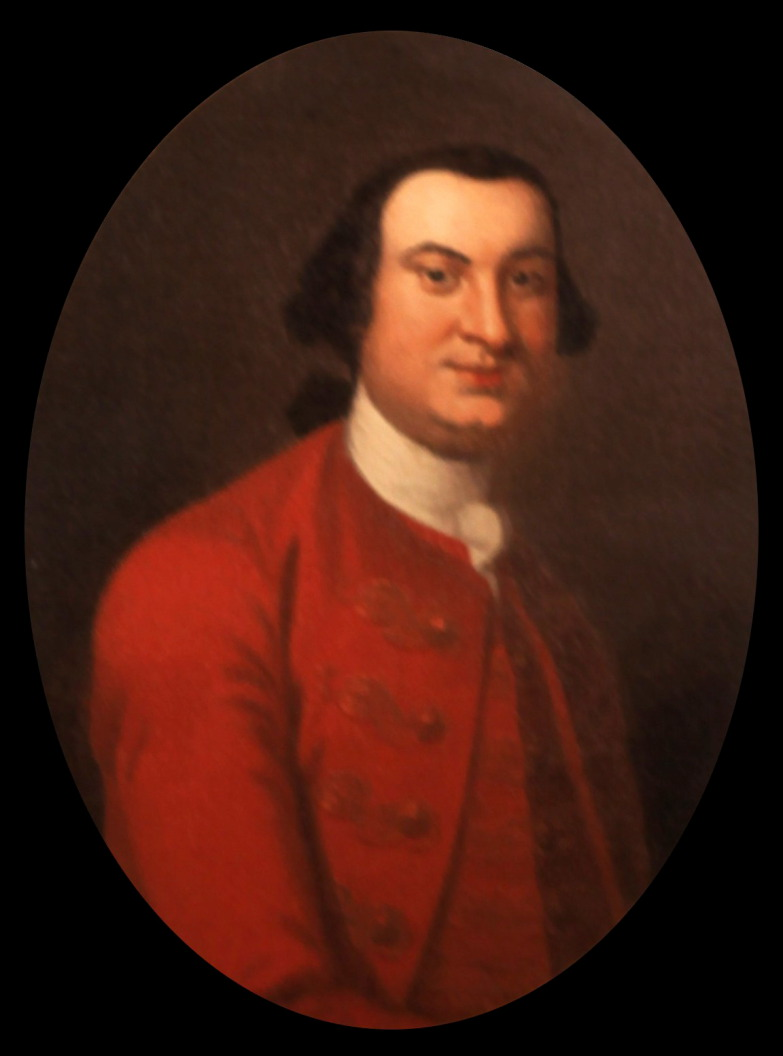
Анрі Буке. Портрет, написаний Джоном Волластоном.

Емгерст розпорядився надіслати підкріплення до форту Пітт. В липні 1763 року Емгерст писав Анрі Буке, командувачу експедицією, відправленою на допомогу форту Пітт, що чув, що у форті Пітт спалахнула віспа, і подумав, чи не можна розповсюдити цю хворобу на їхню користь. Буке відповідав Емгерсту, що зробить спробу заразити індіанців віспою через заражені простирадла. У відповіді від 16 липня 1763 року на цей лист, у постскриптумі Емгерст висловив схвалення спроби заразити індіанців віспою за допомогою простирадл.
З приводу цього серед істориків точаться спори на предмет того, чи наказав Емгерст використати віспу, як біологічну зброю. Колін Калоуей пише, що, здається, що спроба зараження індіанців віспою через простирадла відбулась до того, як Емгерст висловив підтримку таким діям: 24 червня 1763 року двоє індіанців з племені Делавер, Черепахове Серце та Мамалті, підійшли до стін форту, щоб умовити британців здати фортецю. До них вийшов Александер Маккі, а торговець Вільям Трент зазначив у своєму щоденнику: «З поваги до них, ми віддали їм два простирадла та носовий платок з віспяного госпіталю. Я сподіваюсь це матиме бажаний ефект.» Здається, що принаймні Черепахове Серце не заразився віспою, оскільки з'являвся на радах пізніше того року. Водночас тієї весни та літа в індіанських поселеннях вирувала віспа. Філіп Ренліт погоджується з тим, що спроба розповсюдити віспу в форті Пітт була здійснена незалежно від Емгерста: так само як і Калоуей, він стверджує, що 24 червня 1763 року Александер Маккі дав простирадла та носовий платок двом делаверцям. При цьому в Ренліта є сумніви щодо того, що ці простирадла та платок заразили делаверців, оскільки в щоденнику Вільяма Трента за 22 липня 1763 року зазначається, що до форту знову приходили Черепахове Серце та Мамалті.
В серпні 1763 року Анрі Буке вдалося розбити індіанців біля форту Пітт. Облога форту Детройт продовжувалась до осені 1763 року, коли індіанці зрозуміли, що не можуть розраховувати на французів, та припинили облогу в кінці жовтня 1763 року.

### Повернення до Британії та подальша служба
В листопаді 1763 року Емгерст, передавши командування військами Томасу Ґейджу, відплив з Північної Америки, де отримав листа про те, що в його дружини психічний розлад, до Британії. Незабаром після повернення до Британії Емгерст був представлений новому королю Георгу ІІІ, онуку Георга ІІ та племіннику герцога Камберлендського, в якого Емгерст служив у молоді роки. Після повернення до Британії Емгерст поринув у сімейні та домашні справи. Секвіл, старший брат Емгерста помер, і Емгерст успадкував сімейну садибу в Рівергеді. Емгерст демонтував старий будинок, а замість нього побудував новий, який він називав Монреаль-парк. Він також проявляв активність у суспільному житті: відвідував зустрічі Американського клубу — організації офіцерів, які служили в британських колоніях, а також виконував роль завідуючого господарством лондонського загального стаціонарного госпіталю.
В 1765 році Емгерста підвищили у званні до генерал-лейтенанта, а також зробили підполковником 15-ого піхотного полку. В Британії Емгерст став своєрідним консультантом з американських справ. Так, з ним консультувались з таких питань, як індіанські справи, анексія Канади, заснування колонії в долині ріки Огайо. У листопаді 1768 року Емгерст став полковником 3-ого піхотного полку. В жовтні 1772 року Емгерст став генерал-лейтенантом Управління з оборони (англ. Board of Ordnance), в цій ролі Емгерст здійснював нагляд за розподілом вогнепальної зброї та боєприпасів серед різних полків та кораблів. Крім того, ця посада означала, що Емгерст став членом Таємної Ради.

#### Війна за незалежність США

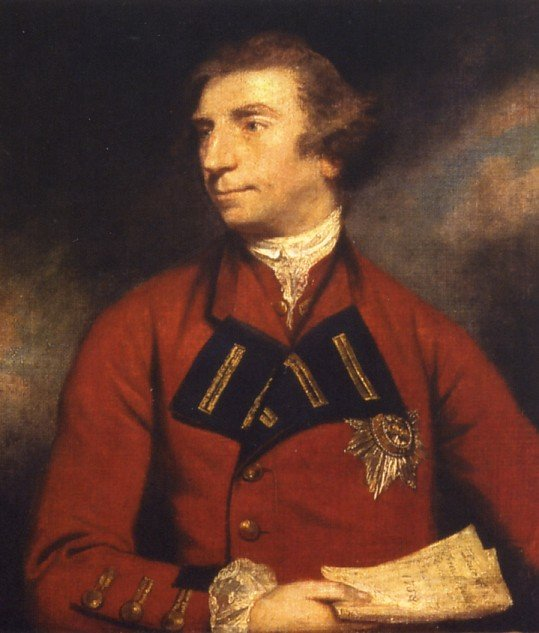
Джефрі Емгерст. Портрет, написаний Джошуа Рейнольдсом.

В 1775 році, коли напередодні війни за незалежність США ситуація в американських колоніях стала напружуватись, тодішній головнокомандувач в Північній Америці Томас Ґейдж писав до Британії, що присутність Емгерста могла б надихнути британських солдат в Америці, а також надати впевненості тим колоністам, які залишались на боці Британії. У січні 1775 року король Георг ІІІ запропонував Емгерсту повернутись до Америки, але Емгерст відповів, що скоріше відмовиться від служби в армії, ніж поїде до Америки. Причини відмови Емгерста залишаються незрозумілими. Сучасник Емгерста, політик Горас Волпол писав, що Емгерста переконала його дружина, а також, що він не міг змусити себе очолити армію проти американців, яким він був багато чим зобов'язаним. Американський історик Джордж Банкрофт писав, що Емгерст відмовився тому, що уряд не схвалив виділення армії у 20 000 солдат, щоб придушити повстання в Америці. Лоуренс Мейо писав, що, можливо Емгерст, як і деякі інші його сучасники, розумів марність завоювання американців воєнним шляхом. Однак, в ролі генерал-лейтенанта Управління з оборони він здійснював нагляд за постачанням зброї та боєприпасів британським військам в Америці.
У січні 1778 року після краху саратозької кампанії та прохання про відставку тодішнього головнокомандувача військами в Північній Америці Вільяма Гау Емгерсту знову запропонували командування військами в Америці, але Емгерст знову відмовився. В той же час офіційні британські посадовці продовжували консультуватись з Емгерстом щодо військових питань у війні з колоністами. Зокрема, Джордж Джермейн, Державний секретар зі справ колоній, радився з Емгерстом щодо необхідної кількості військ для продовження війни. Емгерст погоджувався із думкою, що для ведення сухопутної війни в Америці потрібно було підкріплення розміром щонайменше 40 000 солдат. Сміт зазначає, що намір Емгерста просто полягав  в тому, щоб продемонструвати, наскільки марно було вести сухопутну війну, оскільки він був прихильником суворої морської блокади повсталих колоній.
У жовтні 1778 року король Георг ІІІ із королевою Шарлоттою відвідали Емгерстів у їхній садибі в графстві Кент. Королівський візит вважався великою честю: в місцевий церкві з приводу візиту дзвонили у дзвони, а ввечері, неподалік від садиби Емгерстів запустили феєрверки.
У 1778 році, коли Великобританія готувалась до війни з Францією, яка підтримала колоністів, Емгерста підвищили у званні до генерала, з функцією штабного генерала — посадою, яка нагадує сучасну посаду начальника штабу. Ця посада давала Емгерсту командування над внутрішніми військами, а також місце в Кабінеті міністрів. Емгерст ніяково почувався серед політиків, а більш зручнішою частиною його ролі для нього було командування військами. За спогадами сучасників Емгерст мало виступав в Кабінеті міністрів, висловлюючи своє схвалення або несхвалення лише кількома словами. Його вплив на напрямки ведення війни в Америці був незначним. У частині командування внутрішніми військами Емгерст відзначився тим, що обмежив політичний вплив на призначення та просування по службі, запровадив правило, згідно з яким офіцери, чиї полки були відправлені за кордон, повинні приєднуватися до них або йти у відставку.

#### Робота над обороною Британії
Емгерст займався розробкою планів оборони на випадок франко-іспанського вторгнення до Британії, оскільки в 1779 Іспанія оголосила війну Британії, щоб підтримати Францію, в обмін на обіцянку Франції, що Франція завоює Британію та буде воювати, доки Гібралтар не повернуть Іспанії. Зокрема, щоб запобігти тактиці ворога, яка б тримала всю берегову оборону в стані тривоги, Емгерст постійно пересував війська: марш-кидками війська рухались до Фалмуту, Портсмуту, Ярмуту, потім до західного узбережжя Британії, а потім на північ. Це означало, наприклад, що одного тижня оборона Плімуту складала 2000 військових, а іншого тижня — 12 000. Метою Емгерста було дезорієнтувати ворога щодо найкращого місця для атаки.
Крім того, Емгерсту доводилось співпрацювати з лордами-лейтенантами — представниками монарха в англійських графствах. Емгерст розробив план заходів, які мали виконуватись під наглядом лорд-лейтенантів, якщо в них виникне необхідність. Серед таких заходів були: перевезення худоби з прибережних районів у внутрішні райони, призначення парафіяльних церков місцем зібрання для здорових чоловіків, які мали з'явитись у церкві з лопатами та мотиками у випадку набатного дзвону, зобов'язання лорд-лейтенанта надати військовому офіцеру список цивільних органів, які можуть бути покликані на допомогу в разі вторгнення до Британії. Деякі лорд-лейтенанти поспішили організувати роботу відповідно до плану Емгерста, однак, до його плану існувала й опозиція, зокрема, в особі Чарльза Леннокса, герцога Ричмонда, який протестував проти, як він вважав, диктатури військових. Чарльз Леннокс скликав зустріч у Сассексі, на якій було прийнято резолюцію, яка докоряла Емгерсту перевищення повноважень та спробу накласти обмеження військового стану на вільних британських громадян.

#### Бунт лорда Гордона

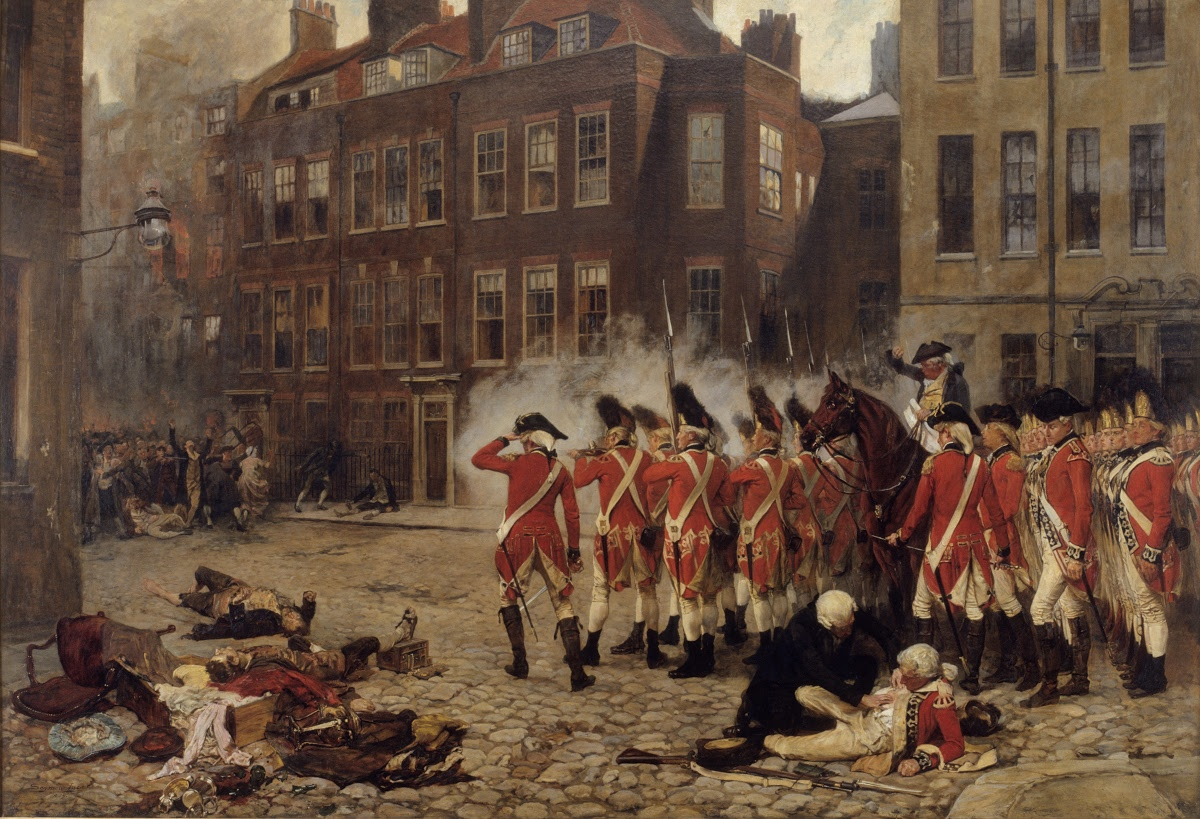
Бунт лорда Гордона. Картина Джона Сеймура Лукаса

В 1778 році британський Парламент прийняв закон, який знімав певні обмеження прав католиків, в обмін на присягу вірності з їхнього боку. Одним із палких противників цього закону був лорд Джордж Гордон — президент Протестантської асоціації. В січні 1780 року Гордон очікував, що тодішній прем'єр міністр Великобританії Фредерік Норт звернеться до Парламенту з петицією проти поступок католикам, однак Норт відмовився. 2 червня 1780 року протестанти зібрались, щоб віднести до Парламенту петицію про скасування закону 1778 року. Коли члени Парламенту відмовились розглядати петицію, зібрання переросло в бунт: протестанти захопили членів Парламенту, в Лондоні руйнували власність католиків, а також відбувались напади на будинки міністрів. Бунт продовжувався майже тиждень. Військові не могли втручатись через тодішнє законодавство Британії (Закон про Бунт): бунтарів можна було заарештовувати або стріляти в їхню сторону тільки через годину після того, як магістратський суддя прочитає їм прокламацію. 7 червня 1780 король Георг ІІІ зібрав Таємну раду, на якій тодішній генеральний прокурор стверджував, що в тих умовах можна було не дотримуватись правила про читання прокламації. Генеральний прокурор видав наказ, який уповноважував військових придушити бунт.
Емгерст розташував війська у різних частинах Лондона, біля магазинів, складів та офісів зводились барикади, а на мостах виставлялись бар'єри. Військові почали затримувати бунтарів, розбиваючи їх на маленькі групи. Коли бунтарі пішли на Банк Англії, військові відкрили вогонь. Крім того, Емгерст наказав солдатам роззброїти усіх громадян, хто відкрито носив зброю. 9 червня 1780 року було заарештовано лорда Гордона, а ближче до 14 червня бунти вщухли. При придушенні бунту загибло біля 200 людей. Емгерста критикували за повільність у реакції, за те, що він не розташував достатньо військ в лондонському Сіті, і за роззброєння законослухняних підданих, а також бунтівників.

### Останні роки та смерть
В 1782 році, зважаючи на невдачі у війні за незалежність США, в Палаті громад проголосували за припинення війни в Америці. Прем'єр-міністр Фредерік Норт оголосив про відставку Кабінету міністрів. З відставкою Кабінету міністрів Емгерст втратив свою штабну посаду головнокомандувача Британською армією. На додаток, він втратив посаду генерал-лейтенанта Управління з оборони. Щоб компенсувати втрату посад Емгерсту, король Георг ІІІ призначив його полковником 2-го полку лейб-гвардії, призначеної для охорони короля. Крім того, Емгерст опікувався своїми племінниками Елізабет та Вільямом Піттом, дітьми його брата генерала Вільяма Емгерста, який помер в 1781 році.
У лютому 1793 року Франція, в особі французьких революціонерів, оголосила війну Британії. У зв'язку з цим Емгерста знову призначили на посаду головнокомандувача Британською армією, щоб він склав та виконав план оборони, як це було в 1778 році. На той момент з низки причин Британська армія була в деморалізованому стані та неготовою до війни. Головування Емгерста протягом двох років не принесло відчутних результатів. Тодішній прем'єр-міністр Вільям Пітт-молодший писав королю Георгу ІІІ, що, можливо, вік та характер Емгерста роблять його непідходящим для посади, на якій вимагалась енергійна діяльність. В 1795 році Емгерст пішов у відставку з поста головнокомандувача. Емгерсту пропонували титул графа, однак той відмовився. Тим не менш, в 1796 році Емгерст отримав звання фельдмаршала.
Емгерст помер у своїй садибі Монреаль-парк в Рівергеді, Кент, 3 серпня 1797 року, і був похований 10 серпня в Севеноксі.

## Номінації та нагороди
Після битви при Тайкондерозі 12 вересня 1759 року за наполяганням Вільяма Пітта Емгерста призначили коронним губернатором Вірджинії. Коронний губернатор Вірджинії — це була номінальна почесна посада, в той час як реальним управлінням колонією займався віце-губернатор. Призначення на номінальну посаду для Емгерста означало додатковий дохід у 1500 фунтів на рік, а також деякі інші привілеї. Перебування на цій посаді не вимагало присутності в Америці. В 1768 році Емгерста попросили відмовитись від почесної посади коронного губернатора Вірджинії на користь Норборна Берклі, 4-ого барона Боуттурта. Емгерст був настільки обурений цим проханням, що відмовився не тільки від почесної посади, а й від посади підполковника 15 піхотного полку.
25 жовтня 1761 року Емгерст отримав відзнаку Ордена Лазні і став лицарем-кавалером Ордену.
У 1770 році він був призначений на почесну посаду губернатора Гернсі, яка не вимагала присутності у Гернсі, оскільки фактичне управління здійснювалось віце-губернатором. У 1776 році він став пером Великої Британії, отримавши титул барона Емгерста Голмсдейлського. В 1788 році бездітний Емгерст зробив свого племінника, Вільяма Пітта Емгерста, спадкоємцем, і щоб передати йому аристократичний титул, клопотав про отримання титулу барона Емгерста Монреальського, яким його було нагороджено в тому ж році, із застереженням, що цей титул перейде до його спадкоємця.

## Особисте життя

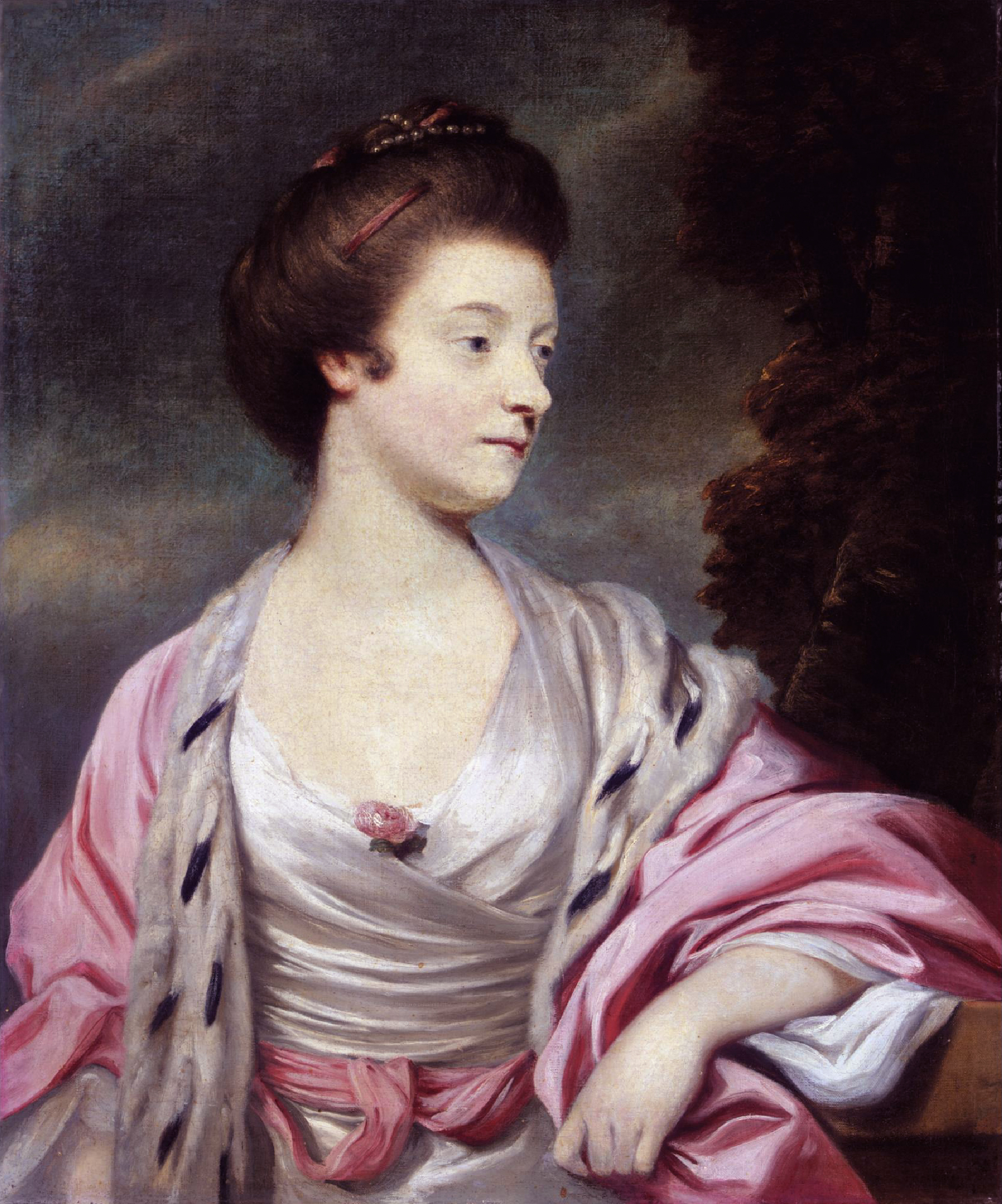
Леді Елізабет Емгерст, друга дружина Джефрі Емгерста. Портрет, написаний Джошуа Рейнольдсом.

Перша дружина Емгерста Джейн Дейлісон померла 7 січня 1765 року. В 1767 році Емгерст одружився з Елізабет Кері, дочкою генерала Джорджа Кері. Обидва шлюби були бездітними, хоча в Емгерста був позашлюбний син, Джефрі Емгерст (1752—1814), який дослужився до звання генерал-майора в британській армії.

## Вшанування пам'яті
На честь Джефрі Емгерста названі наступні географічні об'єкти та населені пункти:
- місто Емгерст, Массачусетс, США[24]
- місто Емгерст, Нью-Гемпшир, США[25]
- місто Емгерст, Нью-Йорк, США[26]
- місто Емгерст, Вірджинія, США[27]
- селище Емгерст, Вісконсин, США[28]
- місто Емгерст, Нова Скотія, Канада
- місто Емгерстбург, Онтаріо, Канада
- муніципалітет Емгерст, Квебек, Канада
- острів Емгерст-айленд на озері Онтаріо, Канада[29]
- форт Емгерст, національне історичне місце Канади на острові Принца Едварда

В останні роки, у зв'язку з переглядом особистості Емгерста, зокрема, його ставлення до корінних народів Північної Америки, виникають дискусії щодо доцільності перейменування населених пунктів та об'єктів, названих на його честь. Питання про перейменування, зокрема, обговорювалось в міській раді канадського міста Емгерст в Новій Скотії. Подібні дискусії точились і навколо назви канадського міста Емгерстбург в Онтаріо. В 2022 році Вінсент О'Коннор, житель американського міста Емгерст в Массачусетсі, виступаючи на засіданні міської ради, зазначив, що місто має змінити назву, щоб припинити вшанування лорда Джефрі Емгерста, «який виступав за біологічну війну проти корінного населення за допомогою заражених віспою ковдр».
В 2019 році вулицю Емгерста в Монреалі перейменували на вулицю Ататекен на честь місцевого корінного населення: слово «ататекен» на могокській мові означає братерство та сестринство. В 2023 році вулицю Емгерста в канадському місті Гатіно (Квебек) перейменували на вулицю Вігвас: слово «вігвас» на мові алгонкінів означає білу березу.

## В популярній культурі
Емгерста грали наступні актори в кіно та серіалах:
- Ламсден Хейр — в американському фільмі «Північно-Західний прохід» (англ. Northwest Passage) 1940 року[36]
- Філіп Тонґ — в американському серіалі «Південно-Західний прохід» (англ. Northwest Passage) 1958—1959 років[37]
- Адам Болдвін — в американському фільмі 2024 року «Любов, сміливість та битва при Буші-Рані» (англ. Love, Courage and the Battle of Bushy Run)[38]